# Sophie de Grèce (1914-2001)
Vous lisez un « article de qualité » labellisé en 2021.
Pour les articles homonymes, voir Sophie de Grèce.
Sophie de Grèce (en grec : Σοφία της Ελλάδας / Sophía tis Elládas et en allemand : Sophie von Griechenland), princesse de Grèce et de Danemark puis, par ses mariages successifs, princesse de Hesse-Cassel et princesse de Hanovre, est née le 26 juin 1914 à Corfou, en Grèce, et morte le 24 novembre 2001 à Neuhaus bei Schliersee, en Allemagne. Belle-sœur de la reine Élisabeth II du Royaume-Uni, c'est une princesse gréco-allemande un temps liée au régime nazi.
Quatrième des cinq enfants d'André de Grèce et d'Alice de Battenberg, la princesse Sophie grandit au sein d'une famille aimante et unie. Ses premières années sont cependant marquées par la Première Guerre mondiale (1914-1918) et la guerre gréco-turque (1919-1922). Pour la petite fille et ses proches, ces conflits ont des conséquences dramatiques puisqu'ils aboutissent à leur bannissement en Suisse (entre 1917 et 1920) puis en France (de 1922 à 1936). Durant leur exil, Sophie et les siens dépendent de la générosité de leur parentèle étrangère, et notamment de Marie Bonaparte (qui leur offre un logement à Saint-Cloud) et d'Edwina Ashley (qui les soutient financièrement).
À la fin des années 1920, l'adolescente tombe amoureuse de l'un de ses cousins éloignés, le prince Christophe de Hesse-Cassel. Dans le même temps, sa mère, la princesse Alice, est frappée d'une crise mystique qui conduit à son internement dans un hôpital psychiatrique entre 1930 et 1933. Mariée en décembre 1930, Sophie s'installe à Berlin avec son époux. Elle donne ensuite naissance à cinq enfants : Christine (1933), Dorothée (1934), Charles (1937), Rainier (1939) et Clarisse de Hesse-Cassel (1944).
Proche des milieux nazis, dans lesquels son mari et plusieurs membres de sa belle-famille évoluent dès 1930, Sophie rejoint la NS-Frauenschaft (Association nationale-socialiste des femmes) en 1938. Séduite par Adolf Hitler, en qui elle voit un homme modeste et charmant, la princesse se rapproche, par ailleurs, d'Emmy Sonnemann, qui devient son amie et épouse Hermann Göring le 10 avril 1935. Attachés au nazisme, Sophie et sa belle-famille servent dès lors d'intermédiaires officieux entre le Troisième Reich et les dynasties européennes auxquelles elles sont apparentées. Dans ces conditions, la situation sociale de Christophe et Sophie ne cesse de s'améliorer et ils emménagent dans une vaste demeure située à Berlin-Dahlem, en 1936. Le déclenchement de la Seconde Guerre mondiale oblige cependant le couple à se séparer. Officier SS depuis 1932, Christophe s'engage dans la Luftwaffe, ce qui le conduit sur différents théâtres d'opération européens. De son côté, Sophie s'installe avec ses enfants auprès de sa belle-mère, au château de Friedrichshof, à Kronberg.
La méfiance croissante du Führer vis-à-vis de l'aristocratie allemande (à partir de 1942) et la trahison du roi Victor-Emmanuel III d'Italie (en 1943) conduisent le Troisième Reich à se retourner contre les Hesse-Cassel. La landgravine Mafalda, fille du monarque italien et belle-sœur de Sophie, est ainsi internée à Buchenwald, où elle trouve la mort peu de temps après, tandis que son mari, le landgrave Philippe, est interné à Flossenbürg jusqu'à la victoire des Alliés. Dans le même temps, Christophe trouve la mort dans des circonstances mystérieuses, laissant Sophie presque seule avec ses quatre enfants (plus un bébé à naître) et ses quatre neveux, fruits du mariage de Philippe et Mafalda. Ces événements tragiques conduisent la princesse grecque à ouvrir les yeux sur la réalité du régime hitlérien.
La défaite de l'Allemagne et son occupation par les Alliés amènent de nouvelles difficultés dans la vie de Sophie, qui se retrouve dans une situation financière précaire du fait du vol de ses bijoux par des soldats américains en 1946 et de la mise sous séquestre des biens de son premier mari jusqu'en 1953. Hébergée durant plusieurs mois à Wolfsgarten, elle y tombe sous le charme d'un autre de ses cousins, le prince Georges-Guillaume de Hanovre, qu'elle épouse en 1946 et qui lui donne trois nouveaux enfants : Guelf (1947), Georges (1949) et Frédérique de Hanovre (1954). Par la suite, le couple s'installe à Salem, où Georges-Guillaume exerce comme directeur de l'école (1948-1959), puis à Schliersee (à partir de 1959).
Exclue du mariage de son frère, le prince Philippe, avec la princesse Élisabeth du Royaume-Uni (1947), à cause de ses liens avec le régime hitlérien, Sophie est réintégrée au monde des familles royales au début des années 1950. Invitée régulière des grands événements du gotha, elle n'en mène pas moins, l'essentiel de l'année, une vie discrète et retirée, faite de lectures, de musique et de jardinage. Dernière des sœurs du duc d'Édimbourg à trouver la mort, elle meurt dans une maison de retraite de Schliersee en 2001, après avoir perdu un fils en 1981 et un petit-fils en 1994.

## Famille
La princesse Sophie est la quatrième fille du prince André de Grèce (1882-1944) et de son épouse la princesse anglo-allemande Alice de Battenberg (1885-1969). Par son père, elle est la petite-fille du roi Georges Ier de Grèce (1845-1913) et de la grande-duchesse Olga Constantinovna de Russie (1851-1926) tandis que, par sa mère, elle descend du prince Louis de Battenberg (1854-1921), marquis de Milford Haven, et de la princesse Victoria de Hesse-Darmstadt (1863-1950). Sophie a donc la particularité généalogique d'être à la fois l'arrière petite-fille du roi Christian IX de Danemark (1818-1906), surnommé le « beau-père de l'Europe », et l'arrière arrière petite-fille de la reine Victoria du Royaume-Uni (1819-1901), connue comme la « grand-mère de l'Europe ».
Sophie a trois sœurs aînées, les princesses Marguerite (1905-1981), Théodora (1906-1969) et Cécile de Grèce (1911-1937) ainsi qu'un frère cadet, le prince Philippe (1921-2021), duc d'Édimbourg et époux de la reine Élisabeth II du Royaume-Uni (1926-2022).
Le 15 décembre 1930, Sophie épouse, à Kronberg, en Allemagne, le prince Christophe de Hesse-Cassel (1901-1943), fils du landgrave Frédéric-Charles de Hesse-Cassel (1868-1940), éphémère roi de Finlande sous le nom de Charles Ier, et de sa femme la princesse Marguerite de Prusse (1872-1954). De ce mariage naissent cinq enfants :
- Christine de Hesse-Cassel (1933-2011), princesse de Hesse-Cassel, qui épouse, le 2 août 1956, à Kronberg, le prince André de Yougoslavie (1929-1990). Son mariage ayant été dissous le 31 mai 1962, elle se remarie à Londres, le 3 décembre 1962, à Robert van Eyck (1919-1991), dont elle divorce finalement le 3 février 1986 ;
- Dorothée de Hesse-Cassel (1934-2002), princesse de Hesse-Cassel, qui s'unit, le 31 mars 1959, à Schliersee, au prince Frédéric-Charles de Windisch-Grätz (1917-2002) ;
- Charles de Hesse-Cassel (1937-2022), prince de Hesse-Cassel, qui épouse, le 26 mars 1966, à La Haye, la comtesse Yvonne Szapáry von Muraszombath, Széchysziget und Szapár (1944) ;
- Rainier de Hesse-Cassel (1939), prince de Hesse-Cassel, qui est resté célibataire ;
- Clarisse de Hesse-Cassel (posthume, née en 1944), princesse de Hesse-Cassel, qui se marie, le 20 juillet 1971, à Paris, à Jean-Claude Derrien (1948), dont elle divorce en 1976.

Veuve en 1943, Sophie se remarie, le 23 avril 1946, à Salem, au prince Georges-Guillaume de Hanovre (1915-2006), fils du duc Ernest-Auguste de Brunswick (1887-1963) et de sa femme la princesse Victoria-Louise de Prusse (1892-1980). De ce mariage naissent trois autres enfants :
- Guelf de Hanovre (1947-1981), prince de Hanovre, qui épouse, le 23 mai 1969, à Essen-Bredeney, Wibke van Gunsteren (1948) ;
- Georges de Hanovre (1949), prince de Hanovre, qui s'unit, le 15 septembre 1973, à Rottach-am-Tegernsee, à Victoria Anne Bee (1951) ;
- Frédérique de Hanovre (1954), princesse de Hanovre, qui épouse, le 17 août 1979, à Vancouver, Jerry William Cyr (1951).

## Biographie

### Une enfance marquée par la guerre et l'exil

#### La Première Guerre mondiale et l'exil suisse

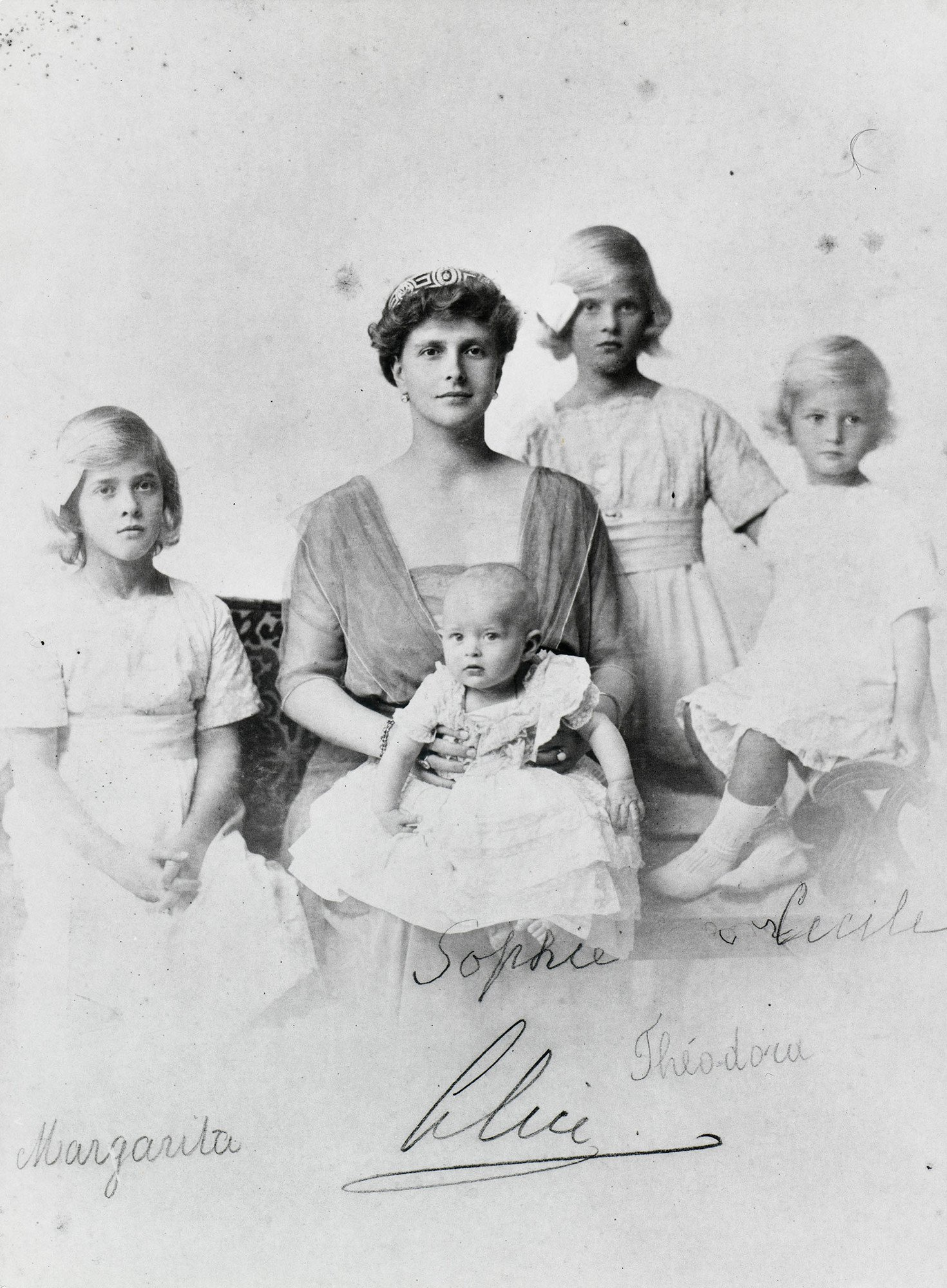
La princesse Alice de Battenberg entourée de ses quatre filles (1914).

Avant dernière enfant du prince André de Grèce et de son épouse la princesse Alice de Battenberg, la princesse Sophie voit le jour le 26 juin 1914, à Mon Repos,,, palais corfiote dont ses parents ont hérité après l'assassinat du roi Georges Ier, en 1913,. Surnommée Tiny par sa famille,, l'enfant grandit au sein d'un foyer uni, déjà composé de trois petites filles, les princesses Marguerite (née en 1905), Théodora (née en 1906) et Cécile de Grèce (née en 1911),. Avec leur mère, Sophie et ses sœurs communiquent en anglais, mais elles utilisent aussi le français, l'allemand et, bien-sûr, le grec avec leurs proches et leurs gouvernantes.
La petite enfance de la princesse est marquée par l'instabilité que connaît la Grèce à partir de la Première Guerre mondiale. Le conflit divise en effet les différentes branches de sa famille. Surtout, il a un impact direct sur le royaume hellène, dont la neutralité est violée par l'Entente. Sophie et ses sœurs se trouvent ainsi dans le palais royal d'Athènes lorsque celui-ci est bombardé par la flotte française à la suite de combats survenus dans la capitale, le 1er décembre 1916. En juin 1917, le roi Constantin Ier, oncle de Sophie, est déposé et chassé de Grèce par les Alliés, qui le remplacent sur le trône par son deuxième fils, le jeune Alexandre Ier,. Quinze jours plus tard, la famille de Sophie est à son tour poussée à l'exil et doit quitter Mon Repos afin de couper le nouveau monarque de toute influence de ses proches,. Contraint à résider en Suisse alémanique, le petit groupe séjourne d'abord dans un hôtel de Saint-Moritz,, avant de s'établir à Lucerne, où il vit dans l'incertitude de l'avenir.
Le mal du pays provoqué par l'exil n'est cependant pas la seule source d'angoisse pour la famille. Avec la chute de l'Empire tsariste en 1917, plusieurs parents de Sophie sont assassinés en Russie. C'est notamment le cas de deux de ses oncles paternels (les grands-ducs Paul Alexandrovitch et Georges Mikhaïlovitch), d'un de ses grands-oncles paternels (le grand-duc Dimitri Constantinovitch) et de deux de ses grands-tantes maternelles (la tsarine Alexandra et la grande-duchesse Élisabeth),. Peu de temps après ces événements, la famille grand-ducale de Hesse, à laquelle Sophie est étroitement apparentée par sa mère, est renversée en même temps que toutes les autres dynasties allemandes au cours de l'hiver 1918-1919.
Début 1919, Sophie a néanmoins la joie de retrouver sa grand-mère paternelle, la reine douairière Olga, épargnée par les Bolcheviks grâce à l'intervention de la diplomatie danoise,. Dans les mois qui suivent, la petite fille assiste, par ailleurs, à la réunion de sa famille avec le marquis et la marquise de Milford Haven, parents de la princesse Alice, ainsi qu'avec la sœur (Louise) et un frère (Louis) de celle-ci. Pour la petite fille, qui forme désormais un tandem avec sa sœur aînée Cécile, l'exil n'est donc pas uniquement synonyme de tristesse : c'est aussi l'occasion de longues réunions familiales et de promenades en montagne.

#### Un bref retour en Grèce
Le 2 octobre 1920, le roi Alexandre Ier, cousin de Sophie, est mordu par un singe domestique lors d'une promenade à Tatoï. Mal soigné, il contracte une septicémie, qui l'emporte le 25 octobre, sans qu'aucun membre de sa famille ne soit autorisé à se rendre à son chevet,. La mort du souverain provoque alors une violente crise institutionnelle en Grèce. Déjà englué, depuis 1919, dans une guerre contre la Turquie, le Premier ministre Elefthérios Venizélos perd les élections législatives de novembre 1920. Humilié, l'homme politique crétois se retire à l'étranger tandis qu'un référendum aboutit à la restauration de Constantin Ier.

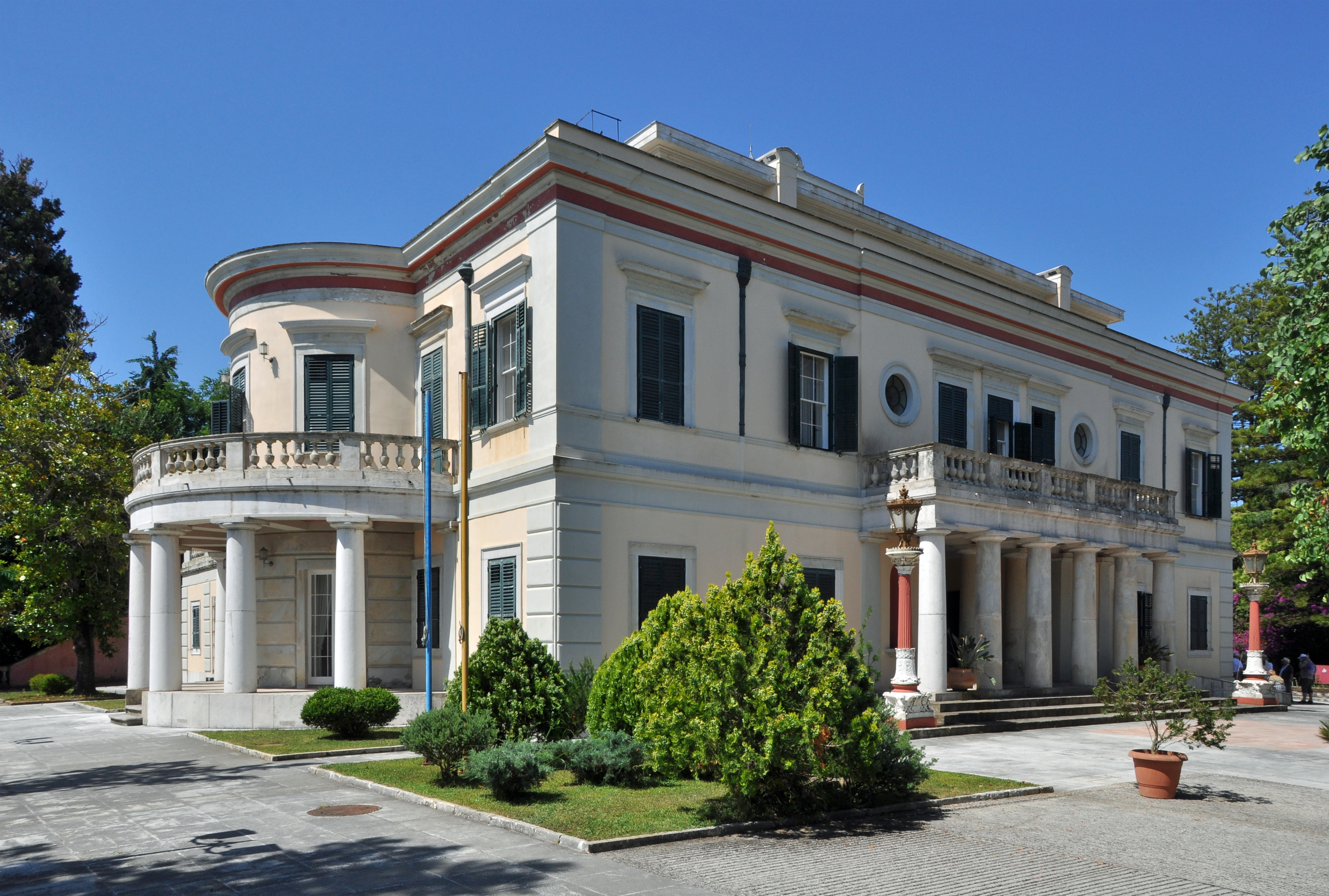
Le palais de Mon Repos, à Corfou (2012).

Le prince André ayant été reçu triomphalement à Athènes le 23 novembre 1920, son épouse et ses quatre filles le rejoignent quelques jours plus tard. Sophie revient alors vivre à Corfou avec les siens. Dans le même temps, la princesse Alice découvre qu'elle est à nouveau enceinte. Le 10 juin 1921, la famille s'agrandit donc encore avec la venue au monde du prince Philippe, futur duc d'Édimbourg. La joie qui entoure cette naissance est cependant obscurcie par l'absence du prince André, qui a rejoint les forces grecques en Asie mineure. Malgré l'inquiétude liée à la guerre, Sophie et ses sœurs profitent de la vie à Mon Repos, où elles reçoivent la visite de leur grand-mère maternelle et de leur tante Louise au printemps 1922. Dans le parc du palais, construit sur un cimetière antique, les princesses s'adonnent à l'archéologie et découvrent quelques poteries, des pièces en bronze et des ossements.
Durant cette période, Sophie et ses sœurs participent aussi, pour la première fois, aux grands événements mondains qui ponctuent la vie des familles royales. En mars 1921, les princesses assistent ainsi, à Athènes, au mariage de leur cousine Hélène de Grèce avec le prince héritier Carol de Roumanie. Surtout, en juillet 1922, elles se rendent au Royaume-Uni pour être demoiselles d'honneur lors des noces de leur oncle Louis Mountbatten avec la richissime Edwina Ashley,.
La défaite militaire de la Grèce face à la Turquie et les troubles politiques qu'elle occasionne bouleversent cependant la vie de Sophie et de sa famille. En septembre 1922, Constantin Ier abandonne définitivement le trône au profit de son fils aîné, Georges II,. Un mois plus tard, le prince André est arrêté avant d'être jugé par un tribunal militaire, qui le déclare responsable de la défaite de la Sakarya. Sauvé de l'exécution par l'intervention des chancelleries étrangères, le prince est condamné au bannissement et à la dégradation. Après une brève halte à Corfou, où Sophie est le témoin de la destruction des papiers de la famille, le prince et ses proches quittent donc précipitamment la Grèce à bord du HMS Calypso début décembre 1922,,.

#### L'exil français

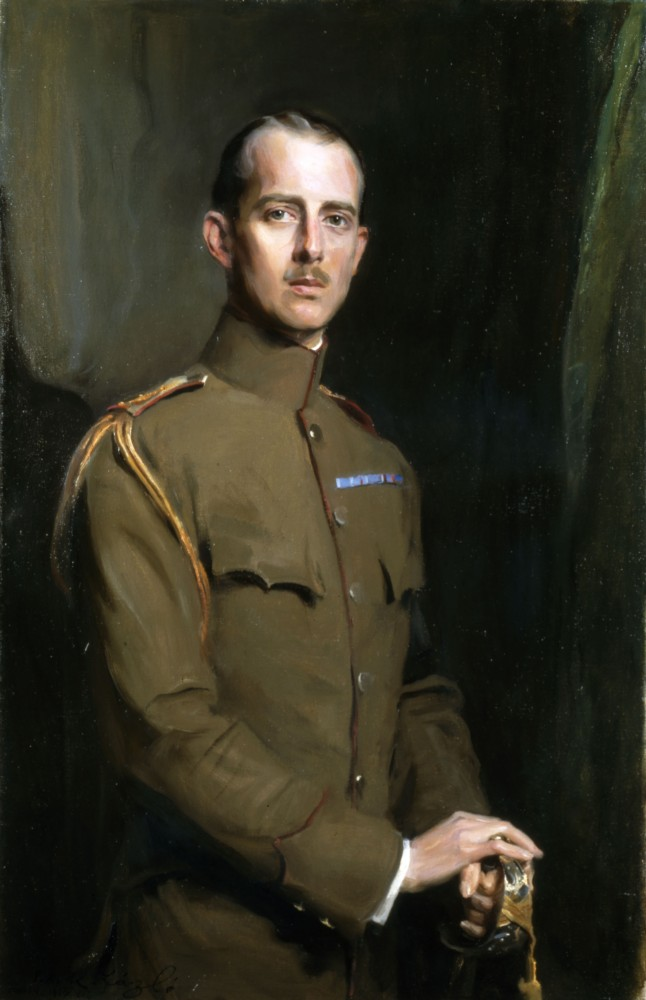
André de Grèce par Philip de Laszlo (1913).

Après un périple de plusieurs semaines, qui les mène successivement en Italie, en France et au Royaume-Uni, Sophie, ses parents et ses frère et sœurs s'installent à Saint-Cloud, au début de l'année 1923. Logés dans une maison attenante à celle de la princesse Marie Bonaparte (épouse de Georges de Grèce), au no 5 de la rue du Mont-Valérien, les princes hellènes dépendent, durant sept ans, de la générosité de celle-ci,, et de deux autres tantes de Sophie : d'abord Nancy Stewart (épouse de Christophe de Grèce), puis surtout Edwina Ashley (épouse de Louis Mountbatten),. Marie Bonaparte finance ainsi les études de ses neveux tandis qu'Edwina Ashley prend l'habitude d'offrir à ses nièces ses vêtements usagés. De fait, les parents des adolescentes n'ont plus guère de revenus et les enfants sont les témoins réguliers de leurs problèmes d'argent et de leur difficulté à maintenir une maison dont les domestiques aux origines diverses passent leur temps à se quereller.
Déchues de leur nationalité grecque après la proclamation de la République hellénique (en mars 1924), Sophie et sa famille reçoivent des passeports danois de leur cousin le roi Christian X,. À Saint-Cloud, le petit groupe mène une vie relativement simple. Sophie et ses frère et sœurs poursuivent leurs études au sein d'institutions privées et, durant leur temps libre, leur père les conduit régulièrement à Paris ou au bois de Boulogne,. Le prince André passe aussi de longues heures à jouer au tennis avec eux. Chaque dimanche, le petit groupe est reçu à déjeuner chez Marie Bonaparte et Georges de Grèce. Sophie et ses proches voient, par ailleurs, régulièrement le prince Nicolas de Grèce et sa famille, qui ont eux aussi choisi la France pour passer leur exil. Enfin, ils retrouvent souvent leur cousine Marguerite de Danemark, qui s'est établie en région parisienne après son mariage avec René de Bourbon-Parme,,.
Sophie et ses proches effectuent, par ailleurs, de fréquents séjours à l'étranger, et notamment au Royaume-Uni. En 1923, l'adolescente est ainsi invitée à Londres pour y être demoiselle d'honneur au mariage de sa tante Louise Mountbatten avec le futur Gustave VI Adolphe de Suède. La jeune fille retourne en Angleterre en 1925 pour les funérailles de sa grand-tante, la reine douairière Alexandra de Danemark. En 1926, l'adolescente se rend, cette fois, en Italie à l'occasion de l'enterrement de sa grand-mère paternelle, Olga Constantinovna de Russie. Quelques semaines plus tard, elle retourne passer l'été en Grande-Bretagne, chez sa grand-mère maternelle, la marquise de Milford Haven.

### Une princesse liée aux milieux nazis

#### Premier mariage et installation en Allemagne

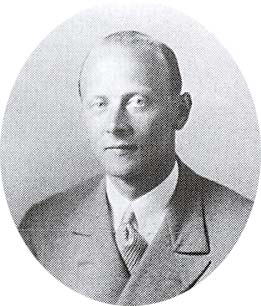
Christophe de Hesse-Cassel, premier époux de Sophie (1921).

En 1927, Sophie fait la connaissance de l'un de ses cousins éloignés, le prince Philippe de Hesse-Cassel. Peu de temps après, elle rencontre deux des frères de celui-ci, les jumeaux Christophe et Richard de Hesse-Cassel, au manoir de Hemmelmark, chez sa grand-tante, la princesse Irène de Hesse-Darmstadt. Malgré son jeune âge (Sophie a 13 ans alors qu'eux en ont 26), les deux princes allemands commencent bientôt à la courtiser et c'est Christophe qui parvient à la séduire. Leur idylle aboutit finalement à des fiançailles, qui sont célébrées officiellement quand Sophie atteint l'âge de 16 ans, en 1930,. Vers la même époque, Cécile, la sœur la plus proche de Sophie, se fiance à un autre membre de la maison de Hesse, le grand-duc héréditaire Georges-Donatus de Hesse-Darmstadt,.
Le bonheur des princesses est cependant assombri par la situation de leur mère, dont la santé mentale se dégrade fortement après la célébration de ses noces d'argent avec le prince André, en 1928. Frappée par une crise mystique, Alice de Battenberg se persuade alors qu'elle possède des pouvoirs de guérison. Elle se prend ensuite pour une sainte et se déclare bientôt la fiancée de Jésus. Désemparé par la situation, le prince André prend finalement la décision de faire interner son épouse. Il profite ainsi d'un séjour de sa famille en Allemagne, en avril 1930, pour envoyer Alice dans un hôpital psychiatrique situé à Kreuzlingen, en Suisse.
En l'absence de leur mère, Sophie et Cécile effectuent leurs préparatifs de mariage ensemble. Les deux princesses se rendent ainsi à Londres, au printemps 1930, afin de s'y procurer de nouveaux vêtements. Peu de temps après, elles retournent à Paris pour y constituer leur trousseau et acheter leurs robes de mariées. Les noces de Sophie et de Christophe sont finalement célébrées à Kronberg, le 15 décembre 1930. Elles donnent lieu à deux cérémonies religieuses, l'une orthodoxe, au château de Friedrichshof, et l'autre luthérienne, dans une église de la ville,,. Quelques semaines plus tard, le 2 février 1931, c'est au tour de Cécile et de Georges-Donatus de se marier en présence de leur famille au Neue Palais de Darmstadt,,.
Leur lune de miel terminée, Sophie et Christophe emménagent dans un appartement situé dans le quartier de Schöneberg, à Berlin,. Après avoir longtemps travaillé dans l'usine automobile Maybach, à Friedrichshafen, le prince vient en effet d'être embauché comme courtier par la compagnie d'assurances Victoria. Tandis que la princesse s'installe en Allemagne pour y fonder une famille, la Grèce traverse une période politique tumultueuse, marquée par de nombreux coups d'État. Confrontée à l'instabilité permanente, la population perd progressivement confiance dans les institutions de la République hellénique et le roi Georges II (cousin de Sophie) est finalement rappelé sur le trône en novembre 1935,,.

#### Entre adhésion au nazisme et vie familiale
En octobre 1930, le prince Auguste-Guillaume de Prusse, fils du Kaiser Guillaume II, présente à son cousin Christophe l'homme politique Hermann Göring et ces derniers ne tardent pas à se rapprocher,. Sous l'influence de Göring, le prince de Hesse-Cassel et son épouse rencontrent ensuite Adolf Hitler, qui les séduit par son charme et son apparente modestie. Dans ces conditions, Christophe adhère rapidement au parti national-socialiste (NSDAP), d'abord secrètement (1931), puis publiquement (1933). Il intègre, par ailleurs, la SS en février 1932,. Or, dans sa famille, Christophe n'est pas un cas isolé. Son frère aîné Philippe devient ainsi membre du NSDAP dès 1930. Par la suite, leurs jumeaux respectifs, les princes Wolfgang et Richard de Hesse-Cassel, intègrent le parti nazi en 1932. Finalement, leurs parents, le landgrave Frédéric-Charles et la landgravine Marguerite de Prusse, suivent l'exemple de leurs fils en mai 1938.

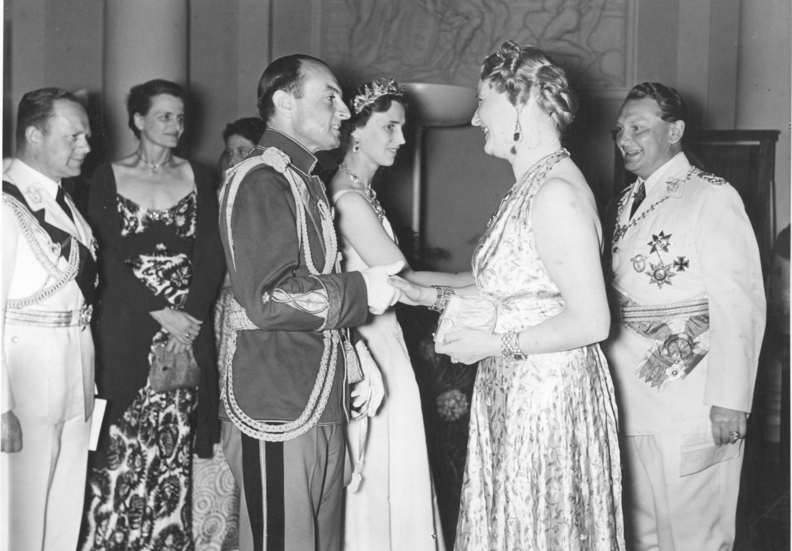
Paul de Yougoslavie et son épouse Olga de Grèce (cousins de Sophie) face à Emmy et Hermann Göring (1939).

Contrairement à ses sœurs Cécile et Marguerite, qui adhèrent au NSDAP en même temps que leurs époux, en 1937,, Sophie ne devient jamais membre du parti nazi. À l'image de ses belles-sœurs, les princesses Mafalda d'Italie et Marie-Alexandra de Bade, elle rejoint néanmoins la NS-Frauenschaft en 1938,. De fait, Sophie fait longtemps preuve d'enthousiasme vis-à-vis du nouvel ordre qui se met en place en Allemagne dans les années 1930,. Liée à l'élite du régime hitlérien, la princesse entretient ainsi des relations amicales avec Emmy Sonnemann, dont elle fait partie des invités d'honneur, au moment de son mariage, en avril 1935 avec Hermann Göring, qui a notamment Adolf Hitler comme témoin.
D'un point de vue financier, l'arrivée au pouvoir d'Adolf Hitler améliore sensiblement la situation de Christophe et Sophie. En 1933, le prince est en effet nommé conseiller personnel du secrétaire d'État Paul Körner, au ministère de l'Intérieur de Prusse. Deux ans plus tard, Göring place Christophe à la direction du Forschungsamt, un service de renseignement chargé d'espionner les télécommunications du Reich. Dans ces conditions, Sophie et son époux quittent leur ancien appartement pour un nouveau, en 1933, avant d'emménager dans une vaste villa de briques rouges située à Berlin-Dahlem, en 1936,.
Parallèlement à ces événements, Sophie et Christophe fondent une famille nombreuse, avec les naissances successives de Christine (en 1933), Dorothée (en 1934), Charles (en 1937) et Rainier de Hesse-Cassel (en 1939),. La venue au monde de son fils aîné est d'ailleurs l'occasion, pour le couple, de souligner son soutien au nazisme, puisque l'enfant reçoit, parmi ses prénoms, celui d'Adolf, en hommage au Führer,. La princesse continue aussi à se préoccuper du sort de sa mère, à qui elle rend plusieurs fois visite durant son internement à Kreuzlingen (1930-1933). Sophie assiste, par ailleurs, avec joie, aux mariages de ses deux aînées (Marguerite et Théodora) avec des princes allemands (Gottfried de Hohenlohe-Langenbourg et Berthold de Bade), en 1931. Enfin, la princesse est présente aux funérailles de sa sœur Cécile et de sa famille, victimes d'un accident d'avion en 1937,,.
Sophie et Christophe maintiennent aussi des liens réguliers avec leur parentèle étrangère. La princesse effectue ainsi plusieurs voyages au Royaume-Uni et séjourne aussi en Italie (1936) et en Yougoslavie (1939). D'après l'historien Jonathan Petropoulos, ces visites sont l'occasion, pour les princes de Hesse-Cassel, de mener, au profit du Troisième Reich, une diplomatie parallèle auprès de leurs cousins européens, comme le régent Paul de Yougoslavie et son épouse Olga de Grèce.

#### La Seconde Guerre mondiale et la mort du prince Christophe
Alors qu'Adolf Hitler impose une emprise de plus en plus totale sur la société allemande, Christophe met en garde Sophie sur la nécessité de se méfier des oreilles indiscrètes et de ne jamais parler politique avec d'autres personnes que ses sœurs et ses cousines. S'il s'éloigne probablement de la SS à partir de 1934, le prince de Hesse-Cassel n'en reste pas moins un fidèle soutien du régime nazi. Lorsque l'Allemagne envahit la Pologne, en septembre 1939, il s'engage spontanément dans la Luftwaffe, tout en conservant son poste de directeur du Forschungsamt. Sophie et ses quatre enfants quittent alors Berlin pour s'installer à Friedrichshof, auprès du landgrave et de la landgravine de Hesse-Cassel,,. Débute alors une correspondance étroite, qui témoigne de l'amour que se vouent Sophie et son époux,.
Peu de temps après l'installation de Sophie à Kronberg, le 28 mai 1940, son beau-père meurt à Wilhelmshöhe, faisant du prince Philippe et de son épouse Mafalda d'Italie les nouveaux chefs de la maison de Hesse-Cassel,. Dans les mêmes moments, la majeure partie de l'Europe passe sous domination nazie et les parents de Sophie se retrouvent isolés loin des leurs. Après l'invasion de la France, le prince André est ainsi bloqué sur la Riviera (juin 1940). De son côté, la princesse Alice choisit de rester à Athènes en dépit de l'occupation de son pays et du départ en exil des autres membres de la famille royale (avril 1941). Cela n'empêche pas Sophie de continuer à soutenir le régime nazi, comme l'illustre la poursuite de ses visites au couple formé par Emmy et Hermann Göring.
Les choses changent progressivement à partir de 1942, moment où les autorités du Reich commencent à prendre leurs distances avec l'aristocratie allemande. En janvier et en octobre 1943, les princes Wolfgang et Richard de Hesse-Cassel sont successivement renvoyés de l'armée, sans pour autant être menacés par le régime. En avril, le Führer place le landgrave Philippe en résidence surveillée, avant de le faire interner au camp de Flossenbürg après la capitulation de l'Italie face aux Alliés, le 8 septembre 1943,. Quelques jours plus tard, le 22 septembre, c'est au tour de la landgravine Mafalda d'être arrêtée selon le principe du Sippenhaft. Après deux semaines d'interrogatoire, la fille du roi Victor-Emmanuel III d'Italie est incarcérée au camp de Buchenwald, où elle trouve finalement la mort le 27 août, après un bombardement aérien. Dans les mêmes moments, des perquisitions musclées sont menées par le prince et SS-Obergruppenführer Josias de Waldeck-Pyrmont, dans les résidences de Philippe et de sa mère. Tous ces événements conduisent Sophie à ouvrir complètement les yeux sur la nature du régime hitlérien.

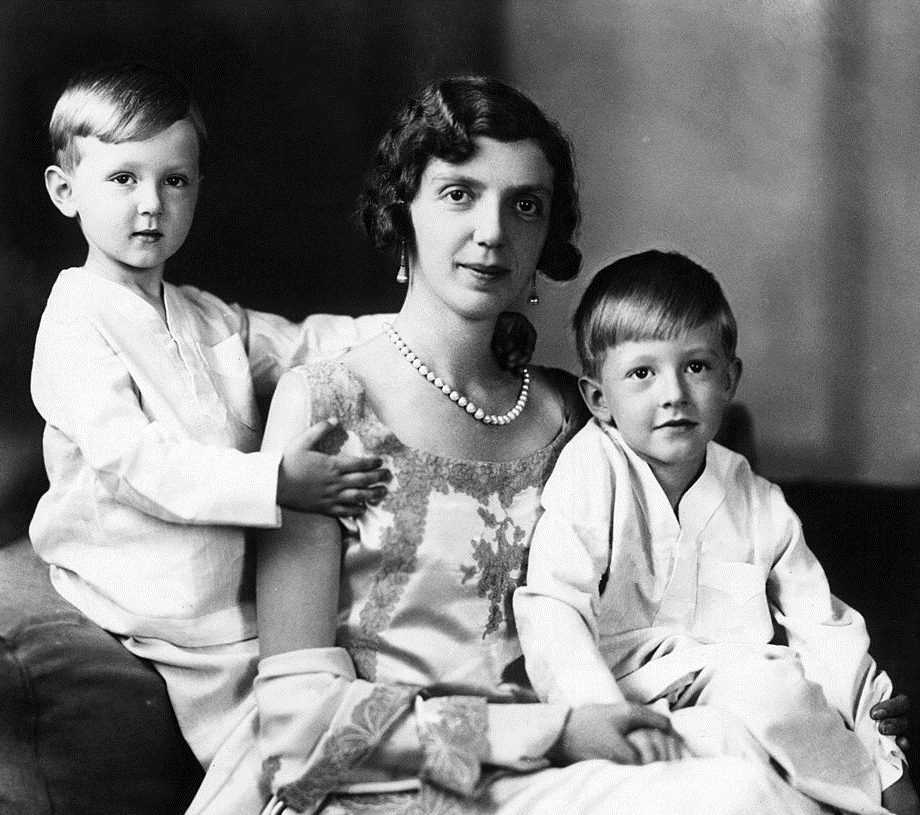
La landgravine Mafalda accompagnée de ses fils Henri et Maurice de Hesse-Cassel (v. 1930).

La chute de la maison de Hesse-Cassel ne s'arrête pourtant pas là. Le 7 octobre 1943, le prince Christophe meurt dans des circonstances mystérieuses, lors d'un accident d'avion survenu près de Forli, dans les Apennins,,. Quelques mois plus tard, dans la nuit du 29 au 30 janvier 1944, la princesse Marie-Alexandra de Bade (épouse de Wolfgang) périt ensevelie sous un bâtiment après un bombardement aérien sur Francfort,,. Veuve et enceinte de son quatrième enfant (la princesse Clarisse, qui naît le 6 février 1944), Sophie se retrouve donc dans une situation précaire, avec pour principal soutien sa belle-mère, la landgravine Marguerite. Fatiguée et amaigrie, la princesse grecque a désormais la responsabilité de sa propre progéniture, mais aussi des quatre enfants du couple formé par Philippe et Mafalda.
La mort de Christophe n'ayant pas été rendue publique par le régime, Sophie publie un simple avis de décès à l'intention de son époux dans le Völkischer Beobachter du 18 octobre 1943. Quelques semaines plus tard, en novembre 1943, la princesse et sa belle-mère reçoivent la visite du SS-Obergruppenführer Siegfried Taubert, missionné par Heinrich Himmler pour espionner discrètement la famille. Conscientes de leur vulnérabilité, les deux femmes se gardent alors d'émettre des doutes sur les conditions de la disparition de Christophe. Désireuse d'en savoir plus sur le sort de Philippe et Mafalda, Sophie tente, par contre, d'obtenir des informations auprès d'Emmy Göring, sans succès. Parallèlement à ces événements, plusieurs proches de la princesse rejoignent Friedrichshof. C'est d'abord le cas de sa mère, Alice de Battenberg, qui parvient à obtenir un laisser-passer pour l'Allemagne fin janvier 1944 et qui reste auprès de sa fille jusqu'en avril,,. C'est aussi le cas d'autres parents de Sophie, parmi lesquels son beau-frère Wolfgang ou leur cousin Auguste-Guillaume de Prusse, qui arrive au château en février 1945.

### L'Après-guerre et ses difficultés

#### L'occupation de Friedrichshof et ses conséquences
La défaite de l'Allemagne et son occupation par les Alliés amènent de nouvelles difficultés dans la vie de Sophie et de ses proches. L'armée américaine entre dans Kronberg le 29 mars 1945 et Friedrichshof est alors partiellement occupé. Avant l'arrivée des GI, les Hesse-Cassel font disparaître des documents compromettants, comme les livres à caractère politique de leur bibliothèque. Ils cachent aussi une partie de leurs biens, et notamment les joyaux de la famille. Cette précaution n'est pas vaine puisque les troupes américaines se livrent à de nombreux larcins dans le château. Beaucoup d'objets y sont subtilisés et ses caves sont pillées tandis que les paons du domaine sont tués et rôtis devant leurs propriétaires.

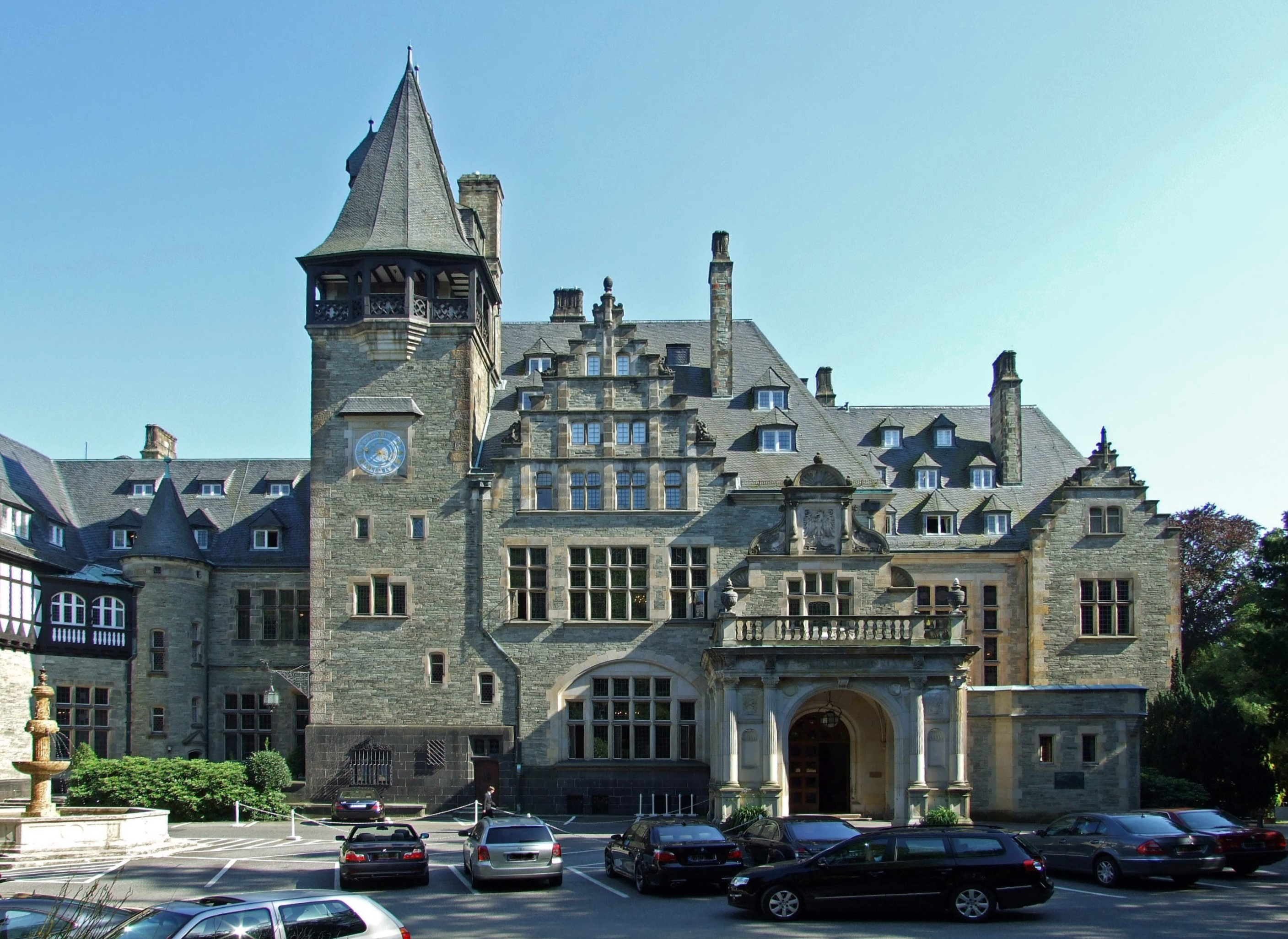
Friedrichshof (aujourd'hui château-hôtel de Kronberg) en 2007.

Dans les jours qui suivent le début de l'occupation, les services de renseignements américains arrêtent les princes Auguste-Guillaume de Prusse (7 avril) et Wolfgang de Hesse-Cassel (12 avril). La landgravine Marguerite de Prusse souffrant de pneumonie, Sophie se retrouve alors dans la situation de devoir représenter sa famille face aux autorités,. Or, ce même 12 avril, l'armée américaine impose l'évacuation de Friedrichshof, ne laissant aux Hesse-Cassel que l'usage de ses dépendances. Surtout, le 19 avril, elle leur donne l'ordre de quitter, dans un intervalle de quatre heures, les cottages qu'ils occupaient dans le domaine,. Désemparées, Sophie et sa belle-mère doivent alors trouver refuge chez des voisins, et notamment chez les parents du futur député Walther Leisler Kiep.
Tandis que Friedrichshof est transformé en club d'officiers par l'armée américaine, les Hesse-Cassel s'installent, en mai, à Wolfsgarten, où ils sont reçus par le grand-duc Louis de Hesse-Darmstadt et son épouse Margaret Campbell Geddes,,, qui ne tardent pas à prendre en charge les plus jeunes enfants de Philippe de Hesse-Cassel. Le landgrave est en effet maintenu en détention par les Américains jusqu'en 1947 et l'enquête qui est menée contre lui dans le cadre de la dénazification ne prend fin qu'en 1950. Privée des biens de son époux, qui sont placés sous séquestre jusqu'en 1953, Sophie se retrouve dans une situation financière très précaire. Dans ces conditions, la disparition du prince André de Grèce (décédé en France en décembre 1944) lui apporte un héritage médiocre, mais bienvenu,.

#### Entre remariage et vol des bijoux de la maison de Hesse-Cassel

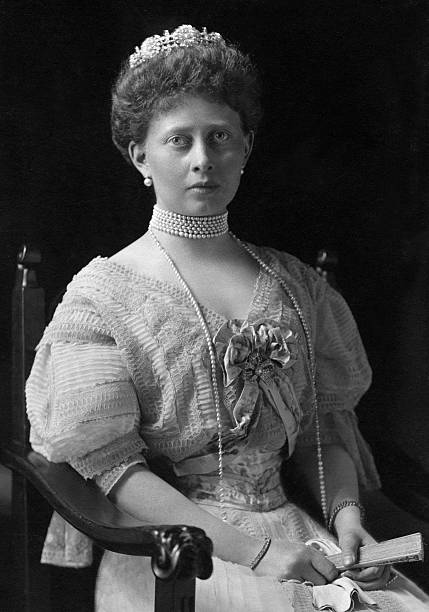
Marguerite de Prusse, portant certains de ses bijoux (1901).

Veuve depuis octobre 1943 et mère de cinq enfants, Sophie se rapproche du prince Georges-Guillaume de Hanovre, fils de l'ancien duc souverain de Brunswick et frère de la reine des Hellènes Frederika. Encouragée par la grande-duchesse de Hesse-Darmstadt, leur idylle aboutit à des fiançailles, qui sont célébrées en janvier 1946,. Les Hanovre étant apparentés à la famille royale de Grande-Bretagne, le père de Georges-Guillaume a auparavant sollicité l'autorisation du roi George VI pour procéder aux fiançailles. Cependant, le Royaume-Uni et l'Allemagne se trouvant toujours en état de guerre, le gouvernement britannique a interdit au monarque de lui répondre autrement que de manière officieuse.
Son mariage étant prévu pour avril, Sophie se rapproche, quant à elle, des autorités américaines pour pouvoir utiliser les bijoux qu'elle a laissés à Frierichshof et qu'elle désire porter le temps de la cérémonie. Ayant obtenu le permis nécessaire, la princesse et la landgravine Marguerite se rendent au château,, où elles pensent retrouver les joyaux que le prince Wolfgang a cachés dans le cellier en 1943. À leur grand désarroi, les deux femmes se rendent cependant compte que ceux-ci ont été volés et une enquête est bientôt ouverte pour savoir ce qui leur est arrivé,.
Il est alors établi que le capitaine Kathleen Nash, le major David Watson et le colonel Jack Durant ont découvert les bijoux, dont la valeur était estimée à 2 000 000 £ de l'époque, le 5 novembre 1945 et qu'ils les ont subtilisés en février 1946,. Soumis à la justice, les trois militaires américains sont finalement reconnus coupables des faits mais seule une partie des pièces volées est retrouvée intacte, le reste ayant été démantelé pour être plus facilement écoulé en Suisse. En outre, le gouvernement américain tergiverse plusieurs années autour de la question de la restitution des pièces subsistantes, qui ne sont rendues à leurs propriétaires que le 1er août 1951. Finalement, la famille récupère alors environ 10 % des bijoux volés,,.
Dans ces conditions, le mariage de Sophie et de Georges-Guillaume revêt un caractère plus simple que prévu. Organisé au château de Salem, propriété du margrave Berthold de Bade (époux de Théodora de Grèce), l'événement est cependant l'occasion, pour la mariée, de retrouver son frère Philippe, qu'elle n'avait pas revu depuis 1937 et qui se rend en Allemagne les bras chargés de nourriture et de présents,,,,. Dans les années qui suivent, Sophie donne le jour à trois nouveaux enfants : les princes Guelf (né en 1947) et Georges (né en 1949), ainsi que la princesse Frédérique de Hanovre (née en 1954).

#### Le mariage du prince Philippe et l'exclusion de ses sœurs des festivités

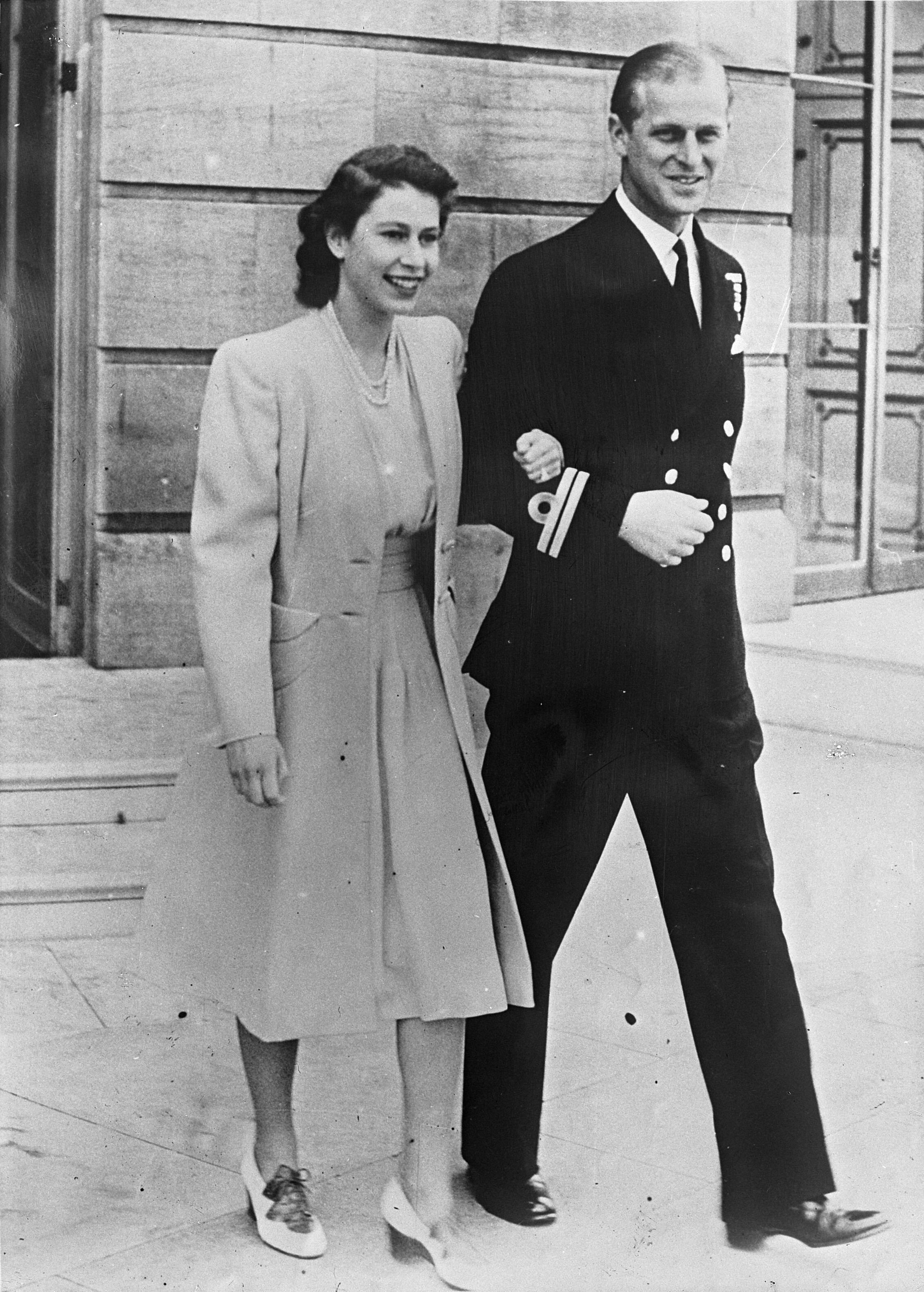
Élisabeth et Philippe en 1947.

Depuis 1939, une idylle se développe entre le prince Philippe, petit frère de Sophie, et la princesse héritière Élisabeth du Royaume-Uni,,. Amoureux, les deux jeunes gens se fiancent officieusement à Balmoral en 1946,, et Philippe adopte, peu après, la nationalité britannique,,. Les fiançailles du couple sont finalement annoncées publiquement le 10 juillet 1947 et les préparatifs du mariage commencent immédiatement après,,. Cependant, les liens familiaux de Philippe avec l'Allemagne effraient la Cour et le gouvernement britanniques, qui craignent à la fois de voir rappeler à l'opinion publique les origines germaniques des Windsor et d'associer publiquement la famille royale à d'anciens membres du parti nazi,,,.
Dans ces conditions, Philippe se retrouve dans l'incapacité d'inviter ses propres sœurs à son mariage. Conscientes des difficultés auxquelles leur frère doit faire face, Sophie, Marguerite et Théodora considèrent leur mise à l'écart comme un mal nécessaire. Malgré tout, les princesses ressentent comme un camouflet l'invitation à la cérémonie de leurs cousines, la reine-mère de Roumanie et la duchesse d'Aoste, toutes deux ressortissantes de pays alliés au Troisième Reich durant la Seconde Guerre mondiale,,,.
Harcelées par la presse, qui multiplie les demandes d'interviews auprès d'elles, Sophie et ses sœurs passent la journée du 20 novembre 1947 au château de Marienburg avec leurs familles. Invitées par le duc et la duchesse de Brunswick (parents de Georges-Guillaume de Hanovre), elles y fêtent l'union de leur frère en compagnie de leur cousine Élisabeth de Grèce et du grand-duc et de la grande-duchesse de Hesse-Darmstadt. Quelques jours plus tard, les princesses grecques reçoivent la visite de la reine des Hellènes Frederika (venue leur apporter une lettre d'Alice de Battenberg leur décrivant en détails le mariage) et de la duchesse de Kent.

### Retour à une existence normale

#### L'installation à Salem

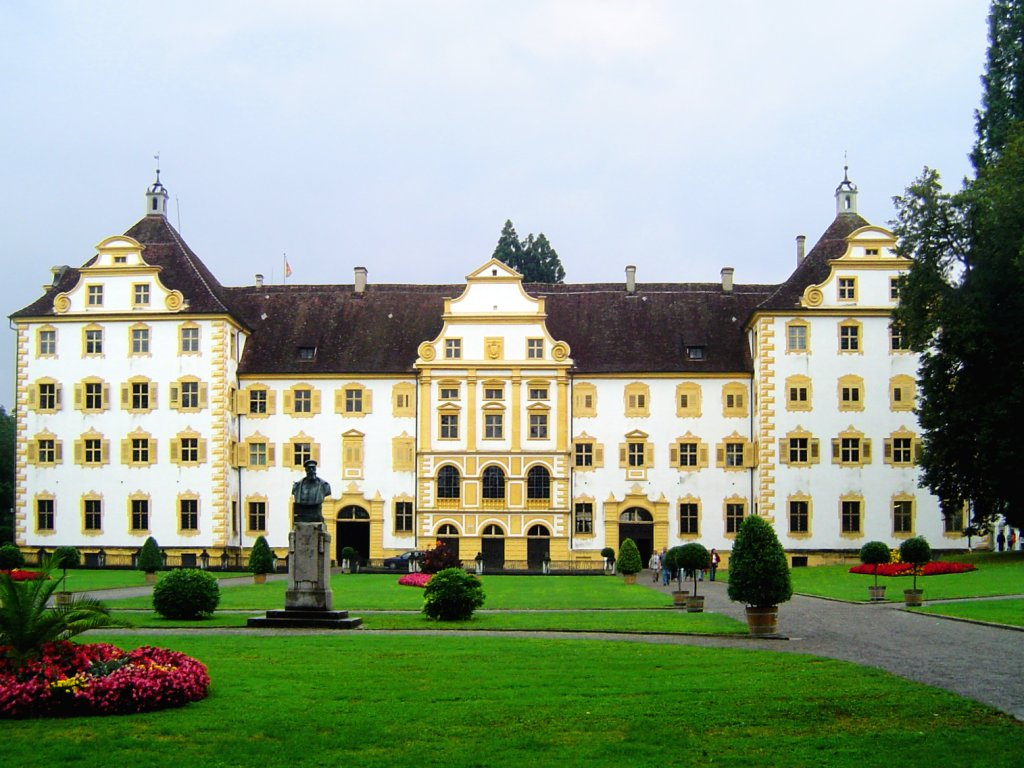
Le château-école de Salem (2005).

Georges-Guillaume de Hanovre ayant terminé ses études de droit à l'université de Göttingen en 1948,, il est sollicité par son beau-frère, le margrave Berthold de Bade, pour prendre la direction de l'école de Salem, fermée depuis la Seconde Guerre mondiale. Ancien élève de l'institution, le prince de Hanovre se rend alors en Écosse avec son épouse pour s'entretenir avec Kurt Hahn, le fondateur de l'école, et visiter Gordonstoun, l'établissement que ce dernier a fondé lorsqu'il a dû fuir l'Allemagne nazie à cause de ses origines juives. Pour Sophie, qui a été très affectée par la manière dont elle a été traitée au moment du mariage de son frère, ce voyage au Royaume-Uni est surtout l'occasion de renouer discrètement avec le prince Philippe et la princesse Élisabeth,,.
Une fois à Salem, Georges-Guillaume et Sophie s'installent dans une vaste maison mise à disposition par le margrave de Bade et les enfants de la princesse sont scolarisés dans l'institution que dirige leur père et beau-père. De fait, la situation financière de Sophie et de son époux reste longtemps précaire. Pour la princesse grecque, les choses s'améliorent cependant progressivement à partir de 1950, année où elle reçoit un petit héritage de sa grand-mère, la marquise de Milford Haven,. La conclusion de l'affaire du vol des bijoux de la maison de Hesse-Cassel, en 1951, et la fin de l'enquête concernant le rôle de Christophe de Hesse-Cassel dans le Troisième Reich, en 1953,, contribuent ensuite à normaliser sa situation financière et celle de ses cinq aînés.
Sophie et sa famille restent à Salem jusqu'en 1959, année où Georges-Guillaume abandonne son poste de directeur. Entre-temps, le couple a accueilli chez lui ses nièces, les princesses Sophie et Irène de Grèce, envoyées à Salem par leur père, le roi des Hellènes Paul Ier, pour y compléter leurs études.

#### Une pleine réintégration au sein des familles royales de Grèce et d'Angleterre

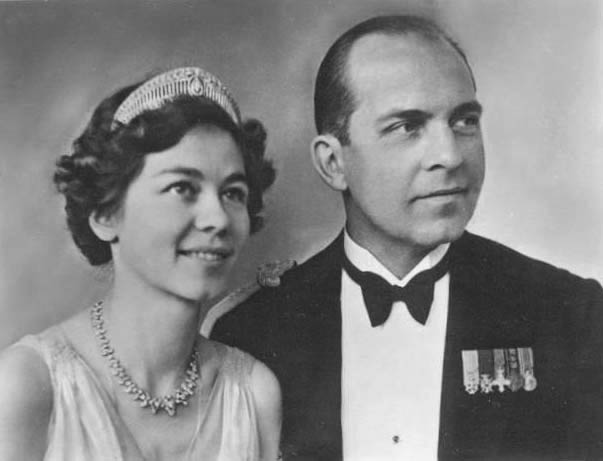
La reine Frederika et le roi Paul Ier de Grèce (1939).

La dynastie hellène ayant été rappelée au pouvoir en 1946, Sophie est conviée à Athènes par sa mère, la princesse Alice de Battenberg, quelque temps plus tard, en 1948. Dans les années qui suivent, Sophie et Georges-Guillaume se rapprochent de leur beau-frère, le roi des Hellènes Paul Ier, et de sa famille. La reine Frederika en vient ainsi à considérer Sophie comme sa meilleure amie. Dans ces conditions, la princesse et son époux sont régulièrement accueillis à la Cour athénienne et le couple fait partie des nombreuses personnalités conviées par les souverains grecs à la « croisière des rois », en 1954. Sophie et les siens sont également invités à Athènes à l'occasion des mariages de la princesse Sophie avec l'infant Juan Carlos d'Espagne (1962) et du jeune roi Constantin II avec la princesse Anne-Marie de Danemark (1964).
Au début des années 1950, les relations entre les Windsor et leur parentèle allemande se normalisent à leur tour et Sophie, ses sœurs et leurs époux sont tous conviés au couronnement de la reine Élisabeth II, en 1953,,,. Les princesses et leurs proches sont ensuite fréquemment invités à Buckingham et Sandringham. En 1964, Sophie est ainsi choisie comme marraine de son neveu le prince Edward, futur duc d'Édimbourg. En 1978, elle assiste au mariage de Michael de Kent (fils de Marina de Grèce) avec la baronne Marie-Christine von Reibnitz. En 1997, elle est invitée, avec son époux, à la célébration des noces d'or de la reine Élisabeth II. Au fil des années, Sophie développe, par ailleurs, une relation spéciale avec le prince Charles, qui la reçoit, à plusieurs reprises, dans sa résidence de Highgrove, une fois devenu adulte.

#### Une vie familiale mouvementée

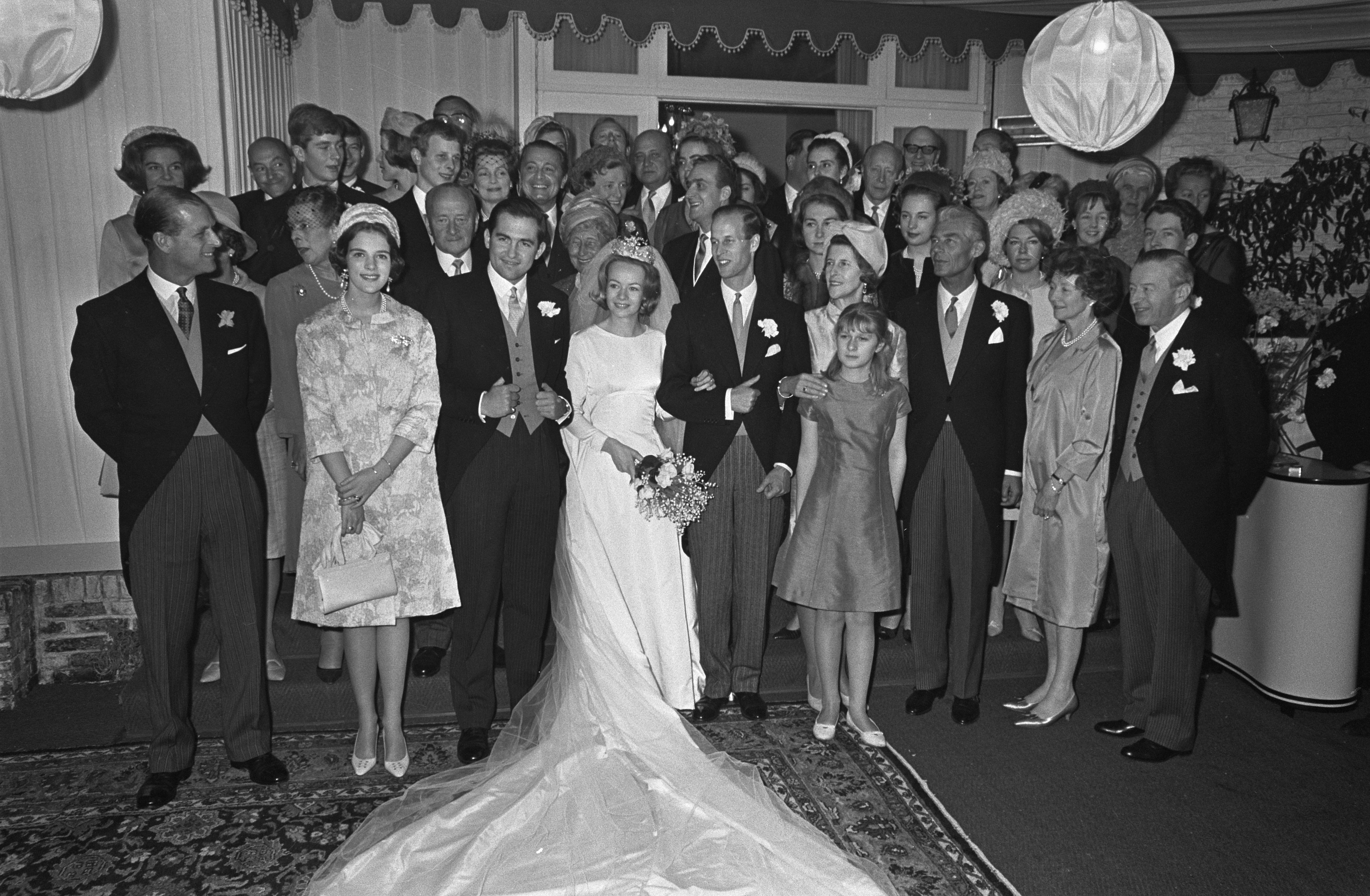
Le mariage de Charles de Hesse-Cassel et d'Yvonne Szapáry (1966). Sophie et Georges-Guillaume sont à droite du marié.

En 1958, Sophie et Georges-Guillaume achètent un vaste chalet situé à Neuhaus bei Schliersee, en Bavière. Bien intégré à la population locale, le couple mène, dans le village, une vie relativement simple et discrète. Lorsqu'elle ne s'occupe pas de sa progéniture, Sophie s'adonne ainsi au jardinage, à la lecture et à la musique tandis que son époux vaque à ses tâches professionnelles. Dans les mêmes années, les aînés de la princesse fondent leur propre foyer. Christine de Hesse-Cassel est ainsi la première des huit enfants de Sophie à se marier, en 1956.
Les années passant, l'état de santé d'Alice de Battenberg devient une source de préoccupation pour Sophie et sa famille. En dépit des demandes répétées de ses enfants, la vieille dame refuse de s'installer à l'étranger et continue à vivre presque seule à Athènes l'essentiel de l'année. Après la mise en place de la Dictature des colonels en 1967, Sophie se rend toutefois dans la capitale hellénique pour persuader sa mère de quitter la Grèce et de s'installer au Royaume-Uni, ce qu'elle accepte finalement de faire. Deux ans plus tard, en 1969, Alice meurt au palais de Buckingham et Sophie et les siens se rendent à Londres pour assister à ses funérailles. Entre-temps, la princesse grecque a également perdu sa sœur Théodora, morte à Salem quelques semaines avant sa mère.
Frappée par ces deuils successifs, Sophie accompagne, dans les semaines qui suivent, sa belle-sœur la reine des Hellènes Frederika et sa nièce Irène de Grèce dans un voyage spirituel en Inde,. Malheureusement pour Sophie, ce séjour n'est pas le dernier qu'elle effectue dans le sous-continent indien. En 1975, son fils Guelf de Hanovre quitte l'Allemagne avec son épouse et leur fille de cinq ans pour s'installer dans un ashram à Poona, auprès du gourou Baghwan Sri Rajneesh. Victime d'un anévrisme en 1981, le prince est incinéré lors d'une cérémonie joyeuse qui heurte profondément ses parents,. S'ensuit une longue bataille judiciaire durant laquelle Sophie et Georges-Guillaume s'opposent à leur belle-fille, Wibke van Gunsteren, pour récupérer la garde de leur petite-fille, la princesse Saskia de Hanovre, qui est finalement confiée à sa tante Christine de Hesse-Cassel.

### Dernières années

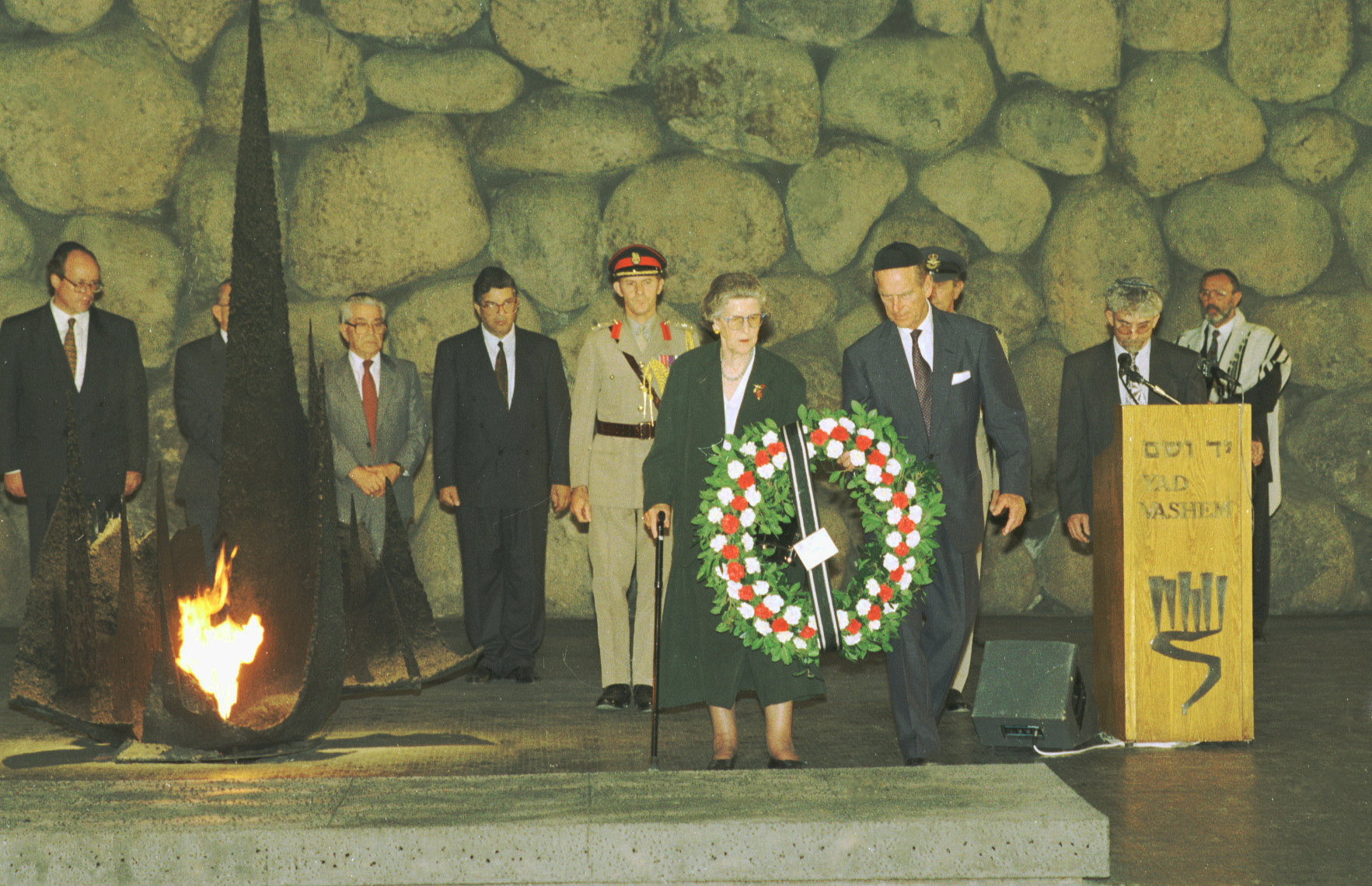
Sophie et Philippe déposant une gerbe à Yad Vashem (1994).

En 1988, Sophie a la satisfaction de réaliser les derniers vœux de sa mère en transférant sa dépouille au couvent Sainte-Marie-Madeleine, sur le mont des Oliviers, à Jérusalem. Quelques années plus tard, en 1993, le mémorial de Yad Vashem décerne à Alice de Battenberg le titre de Juste parmi les nations pour le soutien qu'elle a apporté à une famille juive durant la Seconde Guerre mondiale. Derniers survivants de leur fratrie depuis la mort de Marguerite en 1981, Sophie et Philippe sont conviés dans la capitale israélienne en 1994, à l'occasion d'une cérémonie en l'honneur de leur mère,,,. Comme le fait remarquer l'historien espagnol Ricardo Mateos Sainz de Medrano, il y a là une certaine ironie, si l'on considère les liens passés de Sophie avec le régime nazi.
L'année 1994 amène également le décès accidentel d'un des petits-fils de Sophie, Christophe de Yougoslavie. Professeur de sciences dans un lycée de Bowmore, en Écosse, le prince de 34 ans meurt renversé par une automobile alors qu'il rentrait chez lui à bicyclette. Informée par le duc d'Édimbourg alors qu'elle séjourne au Royaume-Uni, Sophie se montre bouleversée par la nouvelle.

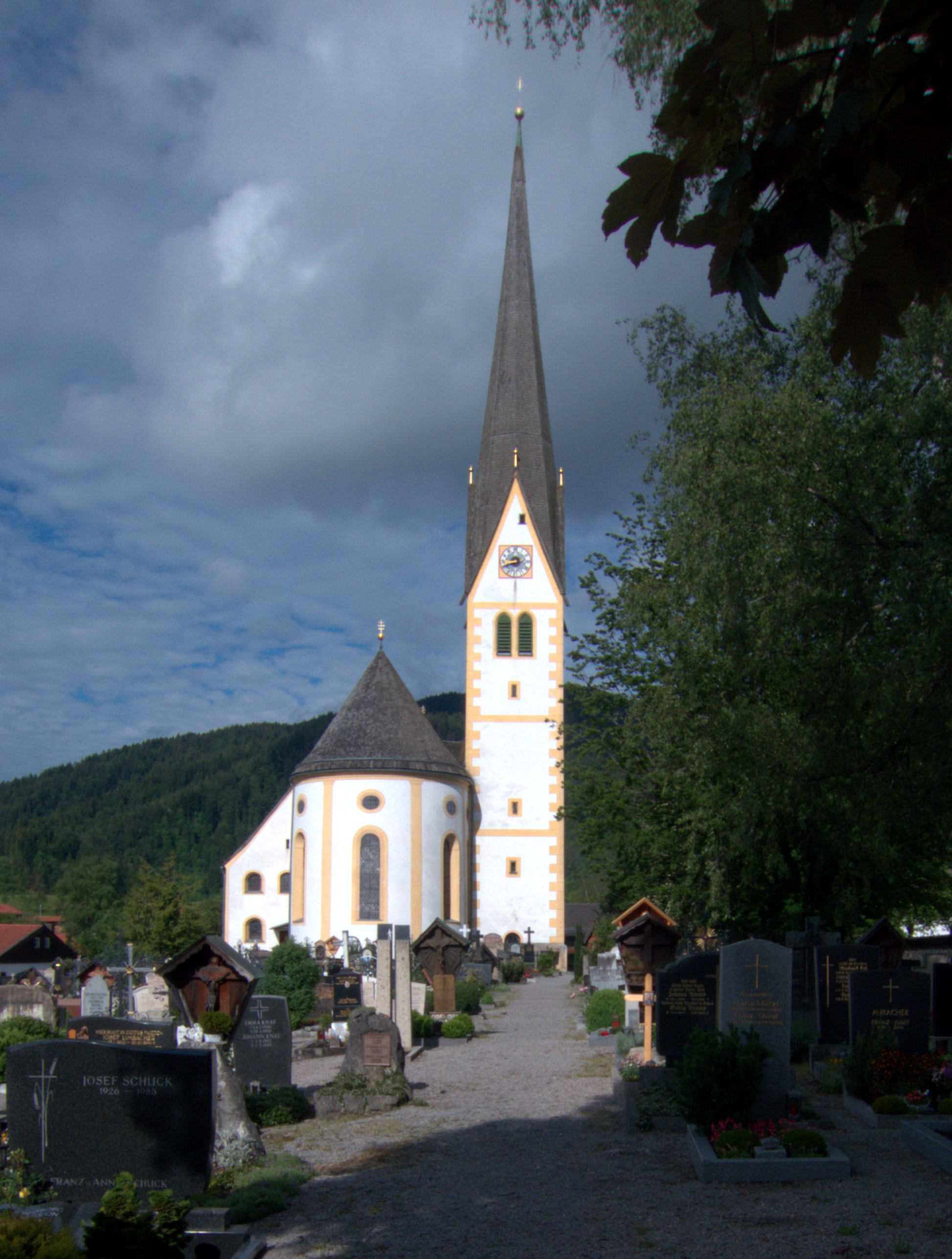
Le cimetière de l'église Saint-Martin (2016), où reposent Sophie et Georges-Guillaume.

La princesse passe les derniers mois de sa vie dans une maison de retraite de Neuhaus bei Schliersee, où elle meurt le 24 novembre 2001, laissant derrière elle son époux, sept enfants, quatorze petits-enfants et quatorze arrière-petits-enfants,. Ses funérailles sont célébrées au château de Wolfsgarten en présence de nombreux membres du gotha, mais sa dépouille est ensuite rapatriée dans le cimetière de l'église Saint-Martin, à Westenhofen bei Schliersee, où elle est finalement rejointe par celle de son deuxième mari, en 2006.

## Dans la culture populaire

### Documentaires
Le prince Charles de Hesse-Cassel évoque brièvement l'enfance de sa mère et les liens de celle-ci avec le régime nazi dans le documentaire consacré au duc d'Édimbourg, Prince Philip: The Plot to Make a King (2015).
La princesse Sophie est également évoquée dans l'épisode 7 (« Hesse Jewels ») de la deuxième saison de la série documentaire Daring Capers (2001).

### Cinéma et fiction télévisée
Au cinéma, le rôle de Sophie est interprété par l'actrice Mireille Leveque dans le film noir The Hessen Affair (ou The Hessian Conspiracy) de Paul Breuls (2009).
À la télévision, le rôle de la princesse est brièvement interprété par l'actrice Eliza Sodró dans l'épisode « Paterfamilias » de la deuxième saison de la série télévisée The Crown (2017).

## Titres et honneurs

### Titulature
- 26 juin 1914 – 15 décembre 1930 : Son Altesse Royale la princesse Sophie de Grèce et de Danemark ;
- 15 décembre 1930 – 23 avril 1946 : Son Altesse Royale la princesse Christophe de Hesse-Cassel ;
- 23 avril 1946 – 24 novembre 2001 : Son Altesse Royale la princesse Georges-Guillaume de Hanovre.

### Honneurs
Sophie de Grèce est :
- Dame Grand-croix de l'ordre des Saintes-Olga-et-Sophie (Grèce) ;
- Récipiendaire de la médaille du couronnement d'Élisabeth II (Royaume-Uni).

## Arbres généalogiques

### Quartiers de la princesse Sophie
|  |                                                                      |  |  |  |  |  |  |  |  |  |  |  |  |  |  |  |
|  | 16. Frédéric-Guillaume de Schleswig-Holstein-Sonderbourg-Glücksbourg |  |  |  |  |  |  |  |  |  |  |  |  |  |  |  |
|  |                                                                      |  |  |  |  |  |  |  |  |  |  |  |  |  |  |  |
|  |                                                                      |  |  |  |  |  |  |  |  |  |  |  |  |  |  |  |
|  | 8. Christian IX de Danemark                                          |  |  |  |  |  |  |  |  |  |  |  |  |  |  |  |
|  |                                                                      |  |  |  |  |  |  |  |  |  |  |  |  |  |  |  |
|  |                                                                      |  |  |  |  |  |  |  |  |  |  |  |  |  |  |  |
|  | 17. Louise-Caroline de Hesse-Cassel                                  |  |  |  |  |  |  |  |  |  |  |  |  |  |  |  |
|  |                                                                      |  |  |  |  |  |  |  |  |  |  |  |  |  |  |  |
|  |                                                                      |  |  |  |  |  |  |  |  |  |  |  |  |  |  |  |
|  | 4. Georges Ier de Grèce                                              |  |  |  |  |  |  |  |  |  |  |  |  |  |  |  |
|  |                                                                      |  |  |  |  |  |  |  |  |  |  |  |  |  |  |  |
|  |                                                                      |  |  |  |  |  |  |  |  |  |  |  |  |  |  |  |
|  | 18. Guillaume de Hesse-Cassel                                        |  |  |  |  |  |  |  |  |  |  |  |  |  |  |  |
|  |                                                                      |  |  |  |  |  |  |  |  |  |  |  |  |  |  |  |
|  |                                                                      |  |  |  |  |  |  |  |  |  |  |  |  |  |  |  |
|  | 9. Louise de Hesse-Cassel                                            |  |  |  |  |  |  |  |  |  |  |  |  |  |  |  |
|  |                                                                      |  |  |  |  |  |  |  |  |  |  |  |  |  |  |  |
|  |                                                                      |  |  |  |  |  |  |  |  |  |  |  |  |  |  |  |
|  | 19. Louise-Charlotte de Danemark                                     |  |  |  |  |  |  |  |  |  |  |  |  |  |  |  |
|  |                                                                      |  |  |  |  |  |  |  |  |  |  |  |  |  |  |  |
|  |                                                                      |  |  |  |  |  |  |  |  |  |  |  |  |  |  |  |
|  | 2. André de Grèce                                                    |  |  |  |  |  |  |  |  |  |  |  |  |  |  |  |
|  |                                                                      |  |  |  |  |  |  |  |  |  |  |  |  |  |  |  |
|  |                                                                      |  |  |  |  |  |  |  |  |  |  |  |  |  |  |  |
|  | 20. Nicolas Ier de Russie                                            |  |  |  |  |  |  |  |  |  |  |  |  |  |  |  |
|  |                                                                      |  |  |  |  |  |  |  |  |  |  |  |  |  |  |  |
|  |                                                                      |  |  |  |  |  |  |  |  |  |  |  |  |  |  |  |
|  | 10. Constantin Nikolaïevitch de Russie                               |  |  |  |  |  |  |  |  |  |  |  |  |  |  |  |
|  |                                                                      |  |  |  |  |  |  |  |  |  |  |  |  |  |  |  |
|  |                                                                      |  |  |  |  |  |  |  |  |  |  |  |  |  |  |  |
|  | 21. Charlotte de Prusse                                              |  |  |  |  |  |  |  |  |  |  |  |  |  |  |  |
|  |                                                                      |  |  |  |  |  |  |  |  |  |  |  |  |  |  |  |
|  |                                                                      |  |  |  |  |  |  |  |  |  |  |  |  |  |  |  |
|  | 5. Olga Constantinovna de Russie                                     |  |  |  |  |  |  |  |  |  |  |  |  |  |  |  |
|  |                                                                      |  |  |  |  |  |  |  |  |  |  |  |  |  |  |  |
|  |                                                                      |  |  |  |  |  |  |  |  |  |  |  |  |  |  |  |
|  | 22. Joseph de Saxe-Altenbourg                                        |  |  |  |  |  |  |  |  |  |  |  |  |  |  |  |
|  |                                                                      |  |  |  |  |  |  |  |  |  |  |  |  |  |  |  |
|  |                                                                      |  |  |  |  |  |  |  |  |  |  |  |  |  |  |  |
|  | 11. Alexandra de Saxe-Altenbourg                                     |  |  |  |  |  |  |  |  |  |  |  |  |  |  |  |
|  |                                                                      |  |  |  |  |  |  |  |  |  |  |  |  |  |  |  |
|  |                                                                      |  |  |  |  |  |  |  |  |  |  |  |  |  |  |  |
|  | 23. Amélie de Wurtemberg                                             |  |  |  |  |  |  |  |  |  |  |  |  |  |  |  |
|  |                                                                      |  |  |  |  |  |  |  |  |  |  |  |  |  |  |  |
|  |                                                                      |  |  |  |  |  |  |  |  |  |  |  |  |  |  |  |
|  | 1. Sophie de Grèce                                                   |  |  |  |  |  |  |  |  |  |  |  |  |  |  |  |
|  |                                                                      |  |  |  |  |  |  |  |  |  |  |  |  |  |  |  |
|  |                                                                      |  |  |  |  |  |  |  |  |  |  |  |  |  |  |  |
|  | 24. Louis II de Hesse-Darmstadt                                      |  |  |  |  |  |  |  |  |  |  |  |  |  |  |  |
|  |                                                                      |  |  |  |  |  |  |  |  |  |  |  |  |  |  |  |
|  |                                                                      |  |  |  |  |  |  |  |  |  |  |  |  |  |  |  |
|  | 12. Alexandre de Hesse-Darmstadt                                     |  |  |  |  |  |  |  |  |  |  |  |  |  |  |  |
|  |                                                                      |  |  |  |  |  |  |  |  |  |  |  |  |  |  |  |
|  |                                                                      |  |  |  |  |  |  |  |  |  |  |  |  |  |  |  |
|  | 25. Wilhelmine de Bade                                               |  |  |  |  |  |  |  |  |  |  |  |  |  |  |  |
|  |                                                                      |  |  |  |  |  |  |  |  |  |  |  |  |  |  |  |
|  |                                                                      |  |  |  |  |  |  |  |  |  |  |  |  |  |  |  |
|  | 6. Louis de Battenberg                                               |  |  |  |  |  |  |  |  |  |  |  |  |  |  |  |
|  |                                                                      |  |  |  |  |  |  |  |  |  |  |  |  |  |  |  |
|  |                                                                      |  |  |  |  |  |  |  |  |  |  |  |  |  |  |  |
|  | 26. Maurycy Hauke                                                    |  |  |  |  |  |  |  |  |  |  |  |  |  |  |  |
|  |                                                                      |  |  |  |  |  |  |  |  |  |  |  |  |  |  |  |
|  |                                                                      |  |  |  |  |  |  |  |  |  |  |  |  |  |  |  |
|  | 13. Julie von Hauke                                                  |  |  |  |  |  |  |  |  |  |  |  |  |  |  |  |
|  |                                                                      |  |  |  |  |  |  |  |  |  |  |  |  |  |  |  |
|  |                                                                      |  |  |  |  |  |  |  |  |  |  |  |  |  |  |  |
|  | 27. Sophie Lafontaine                                                |  |  |  |  |  |  |  |  |  |  |  |  |  |  |  |
|  |                                                                      |  |  |  |  |  |  |  |  |  |  |  |  |  |  |  |
|  |                                                                      |  |  |  |  |  |  |  |  |  |  |  |  |  |  |  |
|  | 3. Alice de Battenberg                                               |  |  |  |  |  |  |  |  |  |  |  |  |  |  |  |
|  |                                                                      |  |  |  |  |  |  |  |  |  |  |  |  |  |  |  |
|  |                                                                      |  |  |  |  |  |  |  |  |  |  |  |  |  |  |  |
|  | 28. Charles de Hesse-Darmstadt                                       |  |  |  |  |  |  |  |  |  |  |  |  |  |  |  |
|  |                                                                      |  |  |  |  |  |  |  |  |  |  |  |  |  |  |  |
|  |                                                                      |  |  |  |  |  |  |  |  |  |  |  |  |  |  |  |
|  | 14. Louis IV de Hesse-Darmstadt                                      |  |  |  |  |  |  |  |  |  |  |  |  |  |  |  |
|  |                                                                      |  |  |  |  |  |  |  |  |  |  |  |  |  |  |  |
|  |                                                                      |  |  |  |  |  |  |  |  |  |  |  |  |  |  |  |
|  | 29. Élisabeth de Prusse                                              |  |  |  |  |  |  |  |  |  |  |  |  |  |  |  |
|  |                                                                      |  |  |  |  |  |  |  |  |  |  |  |  |  |  |  |
|  |                                                                      |  |  |  |  |  |  |  |  |  |  |  |  |  |  |  |
|  | 7. Victoria de Hesse-Darmstadt                                       |  |  |  |  |  |  |  |  |  |  |  |  |  |  |  |
|  |                                                                      |  |  |  |  |  |  |  |  |  |  |  |  |  |  |  |
|  |                                                                      |  |  |  |  |  |  |  |  |  |  |  |  |  |  |  |
|  | 30. Albert de Saxe-Cobourg-Gotha                                     |  |  |  |  |  |  |  |  |  |  |  |  |  |  |  |
|  |                                                                      |  |  |  |  |  |  |  |  |  |  |  |  |  |  |  |
|  |                                                                      |  |  |  |  |  |  |  |  |  |  |  |  |  |  |  |
|  | 15. Alice du Royaume-Uni                                             |  |  |  |  |  |  |  |  |  |  |  |  |  |  |  |
|  |                                                                      |  |  |  |  |  |  |  |  |  |  |  |  |  |  |  |
|  |                                                                      |  |  |  |  |  |  |  |  |  |  |  |  |  |  |  |
|  | 31. Victoria du Royaume-Uni                                          |  |  |  |  |  |  |  |  |  |  |  |  |  |  |  |
|  |                                                                      |  |  |  |  |  |  |  |  |  |  |  |  |  |  |  |
|  |                                                                      |  |  |  |  |  |  |  |  |  |  |  |  |  |  |  |

### Sophie, Christophe et Georges-Guillaume dans l'Europe des rois et des princes
|  |  |                                                                                         |                                                                                         |                                                                                         |                                                                                         |                                                                                         |                                                                                         |  |  |                                                             |                                                             |                                                                 |                                                                 |                                                                 |                                                                 |                                                                 |                                                                 |                                                     |                                                     |                                                     |                                                     |                                                     |                                                     |                                                          |                                                          |                                                          |                                                          |                                                          |                                                          |                                                       |                                                       |                         |                         |                                             |                                             |                                                                |                                                                |                                                                |                                                                |                                                                |                                                                |                                                                  |                                                                  |                                                                  |                                                                  |                                                                  |                                                                  |                                                           |                                                           |                                                                      |                                                                      |                                                                      |                                                                      |                                                                      |                                                                      |  |  |                                                                                  |                                                                                  |                                                                                  |                                                                                  |                                                                                  |                                                                                  |  |  |  |  |  |  |  |  |  |  |  |  |  |  |  |  |  |  |  |  |  |  |  |  |  |  |  |  |  |  |  |  |  |  |
|  |  |                                                                                         |                                                                                         |                                                                                         |                                                                                         |                                                                                         |                                                                                         |  |  |                                                             |                                                             |                                                                 |                                                                 | Georges Ier, Roi des Hellènes                                   | Georges Ier, Roi des Hellènes                                   | Georges Ier, Roi des Hellènes                                   | Georges Ier, Roi des Hellènes                                   | Georges Ier, Roi des Hellènes                       | Georges Ier, Roi des Hellènes                       |                                                     |                                                     | Olga, Gde-Dsse de Russie                            | Olga, Gde-Dsse de Russie                            | Olga, Gde-Dsse de Russie                                 | Olga, Gde-Dsse de Russie                                 | Olga, Gde-Dsse de Russie                                 | Olga, Gde-Dsse de Russie                                 |                                                          |                                                          |                                                       |                                                       |                         |                         |                                             |                                             |                                                                |                                                                | Louis, Pce de Battenberg                                       | Louis, Pce de Battenberg                                       | Louis, Pce de Battenberg                                       | Louis, Pce de Battenberg                                       | Louis, Pce de Battenberg                                         | Louis, Pce de Battenberg                                         |                                                                  |                                                                  | Victoria, Pcesse de Hesse-Darmstadt                              | Victoria, Pcesse de Hesse-Darmstadt                              | Victoria, Pcesse de Hesse-Darmstadt                       | Victoria, Pcesse de Hesse-Darmstadt                       | Victoria, Pcesse de Hesse-Darmstadt                                  | Victoria, Pcesse de Hesse-Darmstadt                                  |                                                                      |                                                                      |                                                                      |                                                                      |  |  |                                                                                  |                                                                                  |                                                                                  |                                                                                  |                                                                                  |                                                                                  |  |  |  |  |  |  |  |  |  |  |  |  |  |  |  |  |  |  |  |  |  |  |  |  |  |  |  |  |  |  |  |  |  |  |
|  |  |                                                                                         |                                                                                         |                                                                                         |                                                                                         |                                                                                         |                                                                                         |  |  |                                                             |                                                             |                                                                 |                                                                 | Georges Ier, Roi des Hellènes                                   | Georges Ier, Roi des Hellènes                                   | Georges Ier, Roi des Hellènes                                   | Georges Ier, Roi des Hellènes                                   | Georges Ier, Roi des Hellènes                       | Georges Ier, Roi des Hellènes                       |                                                     |                                                     | Olga, Gde-Dsse de Russie                            | Olga, Gde-Dsse de Russie                            | Olga, Gde-Dsse de Russie                                 | Olga, Gde-Dsse de Russie                                 | Olga, Gde-Dsse de Russie                                 | Olga, Gde-Dsse de Russie                                 |                                                          |                                                          |                                                       |                                                       |                         |                         |                                             |                                             |                                                                |                                                                | Louis, Pce de Battenberg                                       | Louis, Pce de Battenberg                                       | Louis, Pce de Battenberg                                       | Louis, Pce de Battenberg                                       | Louis, Pce de Battenberg                                         | Louis, Pce de Battenberg                                         |                                                                  |                                                                  | Victoria, Pcesse de Hesse-Darmstadt                              | Victoria, Pcesse de Hesse-Darmstadt                              | Victoria, Pcesse de Hesse-Darmstadt                       | Victoria, Pcesse de Hesse-Darmstadt                       | Victoria, Pcesse de Hesse-Darmstadt                                  | Victoria, Pcesse de Hesse-Darmstadt                                  |                                                                      |                                                                      |                                                                      |                                                                      |  |  |                                                                                  |                                                                                  |                                                                                  |                                                                                  |                                                                                  |                                                                                  |  |  |  |  |  |  |  |  |  |  |  |  |  |  |  |  |  |  |  |  |  |  |  |  |  |  |  |  |  |  |  |  |  |  |
|  |  |                                                                                         |                                                                                         |                                                                                         |                                                                                         |                                                                                         |                                                                                         |  |  |                                                             |                                                             |                                                                 |                                                                 |                                                                 |                                                                 |                                                                 |                                                                 |                                                     |                                                     |                                                     |                                                     |                                                     |                                                     |                                                          |                                                          |                                                          |                                                          |                                                          |                                                          |                                                       |                                                       |                         |                         |                                             |                                             |                                                                |                                                                |                                                                |                                                                |                                                                |                                                                |                                                                  |                                                                  |                                                                  |                                                                  |                                                                  |                                                                  |                                                           |                                                           |                                                                      |                                                                      |                                                                      |                                                                      |                                                                      |                                                                      |  |  |                                                                                  |                                                                                  |                                                                                  |                                                                                  |                                                                                  |                                                                                  |  |  |  |  |  |  |  |  |  |  |  |  |  |  |  |  |  |  |  |  |  |  |  |  |  |  |  |  |  |  |  |  |  |  |
|  |  |                                                                                         |                                                                                         |                                                                                         |                                                                                         |                                                                                         |                                                                                         |  |  |                                                             |                                                             |                                                                 |                                                                 |                                                                 |                                                                 |                                                                 |                                                                 |                                                     |                                                     |                                                     |                                                     |                                                     |                                                     |                                                          |                                                          |                                                          |                                                          |                                                          |                                                          |                                                       |                                                       |                         |                         |                                             |                                             |                                                                |                                                                |                                                                |                                                                |                                                                |                                                                |                                                                  |                                                                  |                                                                  |                                                                  |                                                                  |                                                                  |                                                           |                                                           |                                                                      |                                                                      |                                                                      |                                                                      |                                                                      |                                                                      |  |  |                                                                                  |                                                                                  |                                                                                  |                                                                                  |                                                                                  |                                                                                  |  |  |  |  |  |  |  |  |  |  |  |  |  |  |  |  |  |  |  |  |  |  |  |  |  |  |  |  |  |  |  |  |  |  |
|  |  | Frédéric, Landgrave de Hesse-Cassel ∞ Anne, Pcesse de Prusse                            | Frédéric, Landgrave de Hesse-Cassel ∞ Anne, Pcesse de Prusse                            | Frédéric, Landgrave de Hesse-Cassel ∞ Anne, Pcesse de Prusse                            | Frédéric, Landgrave de Hesse-Cassel ∞ Anne, Pcesse de Prusse                            | Frédéric, Landgrave de Hesse-Cassel ∞ Anne, Pcesse de Prusse                            | Frédéric, Landgrave de Hesse-Cassel ∞ Anne, Pcesse de Prusse                            |  |  | Constantin Ier, Roi des Hellènes ∞ Sophie, Pcesse de Prusse | Constantin Ier, Roi des Hellènes ∞ Sophie, Pcesse de Prusse | Constantin Ier, Roi des Hellènes ∞ Sophie, Pcesse de Prusse     | Constantin Ier, Roi des Hellènes ∞ Sophie, Pcesse de Prusse     | Constantin Ier, Roi des Hellènes ∞ Sophie, Pcesse de Prusse     | Constantin Ier, Roi des Hellènes ∞ Sophie, Pcesse de Prusse     |                                                                 |                                                                 | Georges, Ht-Com. de Crète ∞ Marie, Pcesse Bonaparte | Georges, Ht-Com. de Crète ∞ Marie, Pcesse Bonaparte | Georges, Ht-Com. de Crète ∞ Marie, Pcesse Bonaparte | Georges, Ht-Com. de Crète ∞ Marie, Pcesse Bonaparte | Georges, Ht-Com. de Crète ∞ Marie, Pcesse Bonaparte | Georges, Ht-Com. de Crète ∞ Marie, Pcesse Bonaparte |                                                          |                                                          | André, Pce de Grèce                                      | André, Pce de Grèce                                      | André, Pce de Grèce                                      | André, Pce de Grèce                                      | André, Pce de Grèce                                   | André, Pce de Grèce                                   |                         |                         | Alice, Pcesse de Battenberg                 | Alice, Pcesse de Battenberg                 | Alice, Pcesse de Battenberg                                    | Alice, Pcesse de Battenberg                                    | Alice, Pcesse de Battenberg                                    | Alice, Pcesse de Battenberg                                    |                                                                |                                                                | Louise, Lady Mountbatten ∞ Gustave VI Adolphe, Roi de Suède      | Louise, Lady Mountbatten ∞ Gustave VI Adolphe, Roi de Suède      | Louise, Lady Mountbatten ∞ Gustave VI Adolphe, Roi de Suède      | Louise, Lady Mountbatten ∞ Gustave VI Adolphe, Roi de Suède      | Louise, Lady Mountbatten ∞ Gustave VI Adolphe, Roi de Suède      | Louise, Lady Mountbatten ∞ Gustave VI Adolphe, Roi de Suède      |                                                           |                                                           | Louis, Vice-roi des Indes ∞ Edwina Ashley                            | Louis, Vice-roi des Indes ∞ Edwina Ashley                            | Louis, Vice-roi des Indes ∞ Edwina Ashley                            | Louis, Vice-roi des Indes ∞ Edwina Ashley                            | Louis, Vice-roi des Indes ∞ Edwina Ashley                            | Louis, Vice-roi des Indes ∞ Edwina Ashley                            |  |  | Guillaume II, Empereur allemand ∞ Augusta-Victoria, Pcesse de Schleswig-Holstein | Guillaume II, Empereur allemand ∞ Augusta-Victoria, Pcesse de Schleswig-Holstein | Guillaume II, Empereur allemand ∞ Augusta-Victoria, Pcesse de Schleswig-Holstein | Guillaume II, Empereur allemand ∞ Augusta-Victoria, Pcesse de Schleswig-Holstein | Guillaume II, Empereur allemand ∞ Augusta-Victoria, Pcesse de Schleswig-Holstein | Guillaume II, Empereur allemand ∞ Augusta-Victoria, Pcesse de Schleswig-Holstein |  |  |  |  |  |  |  |  |  |  |  |  |  |  |  |  |  |  |  |  |  |  |  |  |  |  |  |  |  |  |  |  |  |  |
|  |  | Frédéric, Landgrave de Hesse-Cassel ∞ Anne, Pcesse de Prusse                            | Frédéric, Landgrave de Hesse-Cassel ∞ Anne, Pcesse de Prusse                            | Frédéric, Landgrave de Hesse-Cassel ∞ Anne, Pcesse de Prusse                            | Frédéric, Landgrave de Hesse-Cassel ∞ Anne, Pcesse de Prusse                            | Frédéric, Landgrave de Hesse-Cassel ∞ Anne, Pcesse de Prusse                            | Frédéric, Landgrave de Hesse-Cassel ∞ Anne, Pcesse de Prusse                            |  |  | Constantin Ier, Roi des Hellènes ∞ Sophie, Pcesse de Prusse | Constantin Ier, Roi des Hellènes ∞ Sophie, Pcesse de Prusse | Constantin Ier, Roi des Hellènes ∞ Sophie, Pcesse de Prusse     | Constantin Ier, Roi des Hellènes ∞ Sophie, Pcesse de Prusse     | Constantin Ier, Roi des Hellènes ∞ Sophie, Pcesse de Prusse     | Constantin Ier, Roi des Hellènes ∞ Sophie, Pcesse de Prusse     |                                                                 |                                                                 | Georges, Ht-Com. de Crète ∞ Marie, Pcesse Bonaparte | Georges, Ht-Com. de Crète ∞ Marie, Pcesse Bonaparte | Georges, Ht-Com. de Crète ∞ Marie, Pcesse Bonaparte | Georges, Ht-Com. de Crète ∞ Marie, Pcesse Bonaparte | Georges, Ht-Com. de Crète ∞ Marie, Pcesse Bonaparte | Georges, Ht-Com. de Crète ∞ Marie, Pcesse Bonaparte |                                                          |                                                          | André, Pce de Grèce                                      | André, Pce de Grèce                                      | André, Pce de Grèce                                      | André, Pce de Grèce                                      | André, Pce de Grèce                                   | André, Pce de Grèce                                   |                         |                         | Alice, Pcesse de Battenberg                 | Alice, Pcesse de Battenberg                 | Alice, Pcesse de Battenberg                                    | Alice, Pcesse de Battenberg                                    | Alice, Pcesse de Battenberg                                    | Alice, Pcesse de Battenberg                                    |                                                                |                                                                | Louise, Lady Mountbatten ∞ Gustave VI Adolphe, Roi de Suède      | Louise, Lady Mountbatten ∞ Gustave VI Adolphe, Roi de Suède      | Louise, Lady Mountbatten ∞ Gustave VI Adolphe, Roi de Suède      | Louise, Lady Mountbatten ∞ Gustave VI Adolphe, Roi de Suède      | Louise, Lady Mountbatten ∞ Gustave VI Adolphe, Roi de Suède      | Louise, Lady Mountbatten ∞ Gustave VI Adolphe, Roi de Suède      |                                                           |                                                           | Louis, Vice-roi des Indes ∞ Edwina Ashley                            | Louis, Vice-roi des Indes ∞ Edwina Ashley                            | Louis, Vice-roi des Indes ∞ Edwina Ashley                            | Louis, Vice-roi des Indes ∞ Edwina Ashley                            | Louis, Vice-roi des Indes ∞ Edwina Ashley                            | Louis, Vice-roi des Indes ∞ Edwina Ashley                            |  |  | Guillaume II, Empereur allemand ∞ Augusta-Victoria, Pcesse de Schleswig-Holstein | Guillaume II, Empereur allemand ∞ Augusta-Victoria, Pcesse de Schleswig-Holstein | Guillaume II, Empereur allemand ∞ Augusta-Victoria, Pcesse de Schleswig-Holstein | Guillaume II, Empereur allemand ∞ Augusta-Victoria, Pcesse de Schleswig-Holstein | Guillaume II, Empereur allemand ∞ Augusta-Victoria, Pcesse de Schleswig-Holstein | Guillaume II, Empereur allemand ∞ Augusta-Victoria, Pcesse de Schleswig-Holstein |  |  |  |  |  |  |  |  |  |  |  |  |  |  |  |  |  |  |  |  |  |  |  |  |  |  |  |  |  |  |  |  |  |  |
|  |  |                                                                                         |                                                                                         |                                                                                         |                                                                                         |                                                                                         |                                                                                         |  |  |                                                             |                                                             |                                                                 |                                                                 |                                                                 |                                                                 |                                                                 |                                                                 |                                                     |                                                     |                                                     |                                                     |                                                     |                                                     |                                                          |                                                          |                                                          |                                                          |                                                          |                                                          |                                                       |                                                       |                         |                         |                                             |                                             |                                                                |                                                                |                                                                |                                                                |                                                                |                                                                |                                                                  |                                                                  |                                                                  |                                                                  |                                                                  |                                                                  |                                                           |                                                           |                                                                      |                                                                      |                                                                      |                                                                      |                                                                      |                                                                      |  |  |                                                                                  |                                                                                  |                                                                                  |                                                                                  |                                                                                  |                                                                                  |  |  |  |  |  |  |  |  |  |  |  |  |  |  |  |  |  |  |  |  |  |  |  |  |  |  |  |  |  |  |  |  |  |  |
|  |  |                                                                                         |                                                                                         |                                                                                         |                                                                                         |                                                                                         |                                                                                         |  |  |                                                             |                                                             |                                                                 |                                                                 |                                                                 |                                                                 |                                                                 |                                                                 |                                                     |                                                     |                                                     |                                                     |                                                     |                                                     |                                                          |                                                          |                                                          |                                                          |                                                          |                                                          |                                                       |                                                       |                         |                         |                                             |                                             |                                                                |                                                                |                                                                |                                                                |                                                                |                                                                |                                                                  |                                                                  |                                                                  |                                                                  |                                                                  |                                                                  |                                                           |                                                           |                                                                      |                                                                      |                                                                      |                                                                      |                                                                      |                                                                      |  |  |                                                                                  |                                                                                  |                                                                                  |                                                                                  |                                                                                  |                                                                                  |  |  |  |  |  |  |  |  |  |  |  |  |  |  |  |  |  |  |  |  |  |  |  |  |  |  |  |  |  |  |  |  |  |  |
|  |  | Alexandre-Frédéric, Landgrave de Hesse-Cassel ∞ Gisèle, Baronne Stockhorner von Starein | Alexandre-Frédéric, Landgrave de Hesse-Cassel ∞ Gisèle, Baronne Stockhorner von Starein | Alexandre-Frédéric, Landgrave de Hesse-Cassel ∞ Gisèle, Baronne Stockhorner von Starein | Alexandre-Frédéric, Landgrave de Hesse-Cassel ∞ Gisèle, Baronne Stockhorner von Starein | Alexandre-Frédéric, Landgrave de Hesse-Cassel ∞ Gisèle, Baronne Stockhorner von Starein | Alexandre-Frédéric, Landgrave de Hesse-Cassel ∞ Gisèle, Baronne Stockhorner von Starein |  |  | Charles Ier, Roi de Finlande ∞ Marguerite, Pcesse de Prusse | Charles Ier, Roi de Finlande ∞ Marguerite, Pcesse de Prusse | Charles Ier, Roi de Finlande ∞ Marguerite, Pcesse de Prusse     | Charles Ier, Roi de Finlande ∞ Marguerite, Pcesse de Prusse     | Charles Ier, Roi de Finlande ∞ Marguerite, Pcesse de Prusse     | Charles Ier, Roi de Finlande ∞ Marguerite, Pcesse de Prusse     |                                                                 |                                                                 |                                                     |                                                     |                                                     |                                                     |                                                     |                                                     | Marguerite, Pcesse de Grèce ∞ Berthold, Margrave de Bade | Marguerite, Pcesse de Grèce ∞ Berthold, Margrave de Bade | Marguerite, Pcesse de Grèce ∞ Berthold, Margrave de Bade | Marguerite, Pcesse de Grèce ∞ Berthold, Margrave de Bade | Marguerite, Pcesse de Grèce ∞ Berthold, Margrave de Bade | Marguerite, Pcesse de Grèce ∞ Berthold, Margrave de Bade |                                                       |                                                       |                         |                         |                                             |                                             | Philippe, Duc d'Édimbourg ∞ Élisabeth II, Reine du Royaume-Uni | Philippe, Duc d'Édimbourg ∞ Élisabeth II, Reine du Royaume-Uni | Philippe, Duc d'Édimbourg ∞ Élisabeth II, Reine du Royaume-Uni | Philippe, Duc d'Édimbourg ∞ Élisabeth II, Reine du Royaume-Uni | Philippe, Duc d'Édimbourg ∞ Élisabeth II, Reine du Royaume-Uni | Philippe, Duc d'Édimbourg ∞ Élisabeth II, Reine du Royaume-Uni |                                                                  |                                                                  |                                                                  |                                                                  |                                                                  |                                                                  |                                                           |                                                           | Victoria-Louise, Pcesse de Prusse ∞ Ernest-Auguste, Duc de Brunswick | Victoria-Louise, Pcesse de Prusse ∞ Ernest-Auguste, Duc de Brunswick | Victoria-Louise, Pcesse de Prusse ∞ Ernest-Auguste, Duc de Brunswick | Victoria-Louise, Pcesse de Prusse ∞ Ernest-Auguste, Duc de Brunswick | Victoria-Louise, Pcesse de Prusse ∞ Ernest-Auguste, Duc de Brunswick | Victoria-Louise, Pcesse de Prusse ∞ Ernest-Auguste, Duc de Brunswick |  |  | Guillaume, Kronprinz de Prusse ∞ Cécile, Pcesse de Mecklembourg-Schwerin         | Guillaume, Kronprinz de Prusse ∞ Cécile, Pcesse de Mecklembourg-Schwerin         | Guillaume, Kronprinz de Prusse ∞ Cécile, Pcesse de Mecklembourg-Schwerin         | Guillaume, Kronprinz de Prusse ∞ Cécile, Pcesse de Mecklembourg-Schwerin         | Guillaume, Kronprinz de Prusse ∞ Cécile, Pcesse de Mecklembourg-Schwerin         | Guillaume, Kronprinz de Prusse ∞ Cécile, Pcesse de Mecklembourg-Schwerin         |  |  |  |  |  |  |  |  |  |  |  |  |  |  |  |  |  |  |  |  |  |  |  |  |  |  |  |  |  |  |  |  |  |  |
|  |  | Alexandre-Frédéric, Landgrave de Hesse-Cassel ∞ Gisèle, Baronne Stockhorner von Starein | Alexandre-Frédéric, Landgrave de Hesse-Cassel ∞ Gisèle, Baronne Stockhorner von Starein | Alexandre-Frédéric, Landgrave de Hesse-Cassel ∞ Gisèle, Baronne Stockhorner von Starein | Alexandre-Frédéric, Landgrave de Hesse-Cassel ∞ Gisèle, Baronne Stockhorner von Starein | Alexandre-Frédéric, Landgrave de Hesse-Cassel ∞ Gisèle, Baronne Stockhorner von Starein | Alexandre-Frédéric, Landgrave de Hesse-Cassel ∞ Gisèle, Baronne Stockhorner von Starein |  |  | Charles Ier, Roi de Finlande ∞ Marguerite, Pcesse de Prusse | Charles Ier, Roi de Finlande ∞ Marguerite, Pcesse de Prusse | Charles Ier, Roi de Finlande ∞ Marguerite, Pcesse de Prusse     | Charles Ier, Roi de Finlande ∞ Marguerite, Pcesse de Prusse     | Charles Ier, Roi de Finlande ∞ Marguerite, Pcesse de Prusse     | Charles Ier, Roi de Finlande ∞ Marguerite, Pcesse de Prusse     |                                                                 |                                                                 |                                                     |                                                     |                                                     |                                                     |                                                     |                                                     | Marguerite, Pcesse de Grèce ∞ Berthold, Margrave de Bade | Marguerite, Pcesse de Grèce ∞ Berthold, Margrave de Bade | Marguerite, Pcesse de Grèce ∞ Berthold, Margrave de Bade | Marguerite, Pcesse de Grèce ∞ Berthold, Margrave de Bade | Marguerite, Pcesse de Grèce ∞ Berthold, Margrave de Bade | Marguerite, Pcesse de Grèce ∞ Berthold, Margrave de Bade |                                                       |                                                       |                         |                         |                                             |                                             | Philippe, Duc d'Édimbourg ∞ Élisabeth II, Reine du Royaume-Uni | Philippe, Duc d'Édimbourg ∞ Élisabeth II, Reine du Royaume-Uni | Philippe, Duc d'Édimbourg ∞ Élisabeth II, Reine du Royaume-Uni | Philippe, Duc d'Édimbourg ∞ Élisabeth II, Reine du Royaume-Uni | Philippe, Duc d'Édimbourg ∞ Élisabeth II, Reine du Royaume-Uni | Philippe, Duc d'Édimbourg ∞ Élisabeth II, Reine du Royaume-Uni |                                                                  |                                                                  |                                                                  |                                                                  |                                                                  |                                                                  |                                                           |                                                           | Victoria-Louise, Pcesse de Prusse ∞ Ernest-Auguste, Duc de Brunswick | Victoria-Louise, Pcesse de Prusse ∞ Ernest-Auguste, Duc de Brunswick | Victoria-Louise, Pcesse de Prusse ∞ Ernest-Auguste, Duc de Brunswick | Victoria-Louise, Pcesse de Prusse ∞ Ernest-Auguste, Duc de Brunswick | Victoria-Louise, Pcesse de Prusse ∞ Ernest-Auguste, Duc de Brunswick | Victoria-Louise, Pcesse de Prusse ∞ Ernest-Auguste, Duc de Brunswick |  |  | Guillaume, Kronprinz de Prusse ∞ Cécile, Pcesse de Mecklembourg-Schwerin         | Guillaume, Kronprinz de Prusse ∞ Cécile, Pcesse de Mecklembourg-Schwerin         | Guillaume, Kronprinz de Prusse ∞ Cécile, Pcesse de Mecklembourg-Schwerin         | Guillaume, Kronprinz de Prusse ∞ Cécile, Pcesse de Mecklembourg-Schwerin         | Guillaume, Kronprinz de Prusse ∞ Cécile, Pcesse de Mecklembourg-Schwerin         | Guillaume, Kronprinz de Prusse ∞ Cécile, Pcesse de Mecklembourg-Schwerin         |  |  |  |  |  |  |  |  |  |  |  |  |  |  |  |  |  |  |  |  |  |  |  |  |  |  |  |  |  |  |  |  |  |  |
|  |  |                                                                                         |                                                                                         |                                                                                         |                                                                                         |                                                                                         |                                                                                         |  |  |                                                             |                                                             |                                                                 |                                                                 |                                                                 |                                                                 |                                                                 |                                                                 |                                                     |                                                     |                                                     |                                                     |                                                     |                                                     |                                                          |                                                          |                                                          |                                                          |                                                          |                                                          |                                                       |                                                       |                         |                         |                                             |                                             |                                                                |                                                                |                                                                |                                                                |                                                                |                                                                |                                                                  |                                                                  |                                                                  |                                                                  |                                                                  |                                                                  |                                                           |                                                           |                                                                      |                                                                      |                                                                      |                                                                      |                                                                      |                                                                      |  |  |                                                                                  |                                                                                  |                                                                                  |                                                                                  |                                                                                  |                                                                                  |  |  |  |  |  |  |  |  |  |  |  |  |  |  |  |  |  |  |  |  |  |  |  |  |  |  |  |  |  |  |  |  |  |  |
|  |  |                                                                                         |                                                                                         |                                                                                         |                                                                                         |                                                                                         |                                                                                         |  |  |                                                             |                                                             | Philippe, Landgrave de Hesse-Cassel ∞ Mafalda, Pcesse d'Italie  | Philippe, Landgrave de Hesse-Cassel ∞ Mafalda, Pcesse d'Italie  | Philippe, Landgrave de Hesse-Cassel ∞ Mafalda, Pcesse d'Italie  | Philippe, Landgrave de Hesse-Cassel ∞ Mafalda, Pcesse d'Italie  | Philippe, Landgrave de Hesse-Cassel ∞ Mafalda, Pcesse d'Italie  | Philippe, Landgrave de Hesse-Cassel ∞ Mafalda, Pcesse d'Italie  |                                                     |                                                     |                                                     |                                                     | Christophe, Pce de Hesse-Cassel                     | Christophe, Pce de Hesse-Cassel                     | Christophe, Pce de Hesse-Cassel                          | Christophe, Pce de Hesse-Cassel                          | Christophe, Pce de Hesse-Cassel                          | Christophe, Pce de Hesse-Cassel                          |                                                          |                                                          | Sophie, Pcesse de Grèce                               | Sophie, Pcesse de Grèce                               | Sophie, Pcesse de Grèce | Sophie, Pcesse de Grèce | Sophie, Pcesse de Grèce                     | Sophie, Pcesse de Grèce                     |                                                                |                                                                | Georges-Guillaume, Pce de Hanovre                              | Georges-Guillaume, Pce de Hanovre                              | Georges-Guillaume, Pce de Hanovre                              | Georges-Guillaume, Pce de Hanovre                              | Georges-Guillaume, Pce de Hanovre                                | Georges-Guillaume, Pce de Hanovre                                |                                                                  |                                                                  |                                                                  |                                                                  | Frederika, Pcesse de Hanovre ∞ Paul Ier, Roi des Hellènes | Frederika, Pcesse de Hanovre ∞ Paul Ier, Roi des Hellènes | Frederika, Pcesse de Hanovre ∞ Paul Ier, Roi des Hellènes            | Frederika, Pcesse de Hanovre ∞ Paul Ier, Roi des Hellènes            | Frederika, Pcesse de Hanovre ∞ Paul Ier, Roi des Hellènes            | Frederika, Pcesse de Hanovre ∞ Paul Ier, Roi des Hellènes            |                                                                      |                                                                      |  |  | Louis-Ferdinand, Kronprinz de Prusse ∞ Kira, Gde-Dsse de Russie                  | Louis-Ferdinand, Kronprinz de Prusse ∞ Kira, Gde-Dsse de Russie                  | Louis-Ferdinand, Kronprinz de Prusse ∞ Kira, Gde-Dsse de Russie                  | Louis-Ferdinand, Kronprinz de Prusse ∞ Kira, Gde-Dsse de Russie                  | Louis-Ferdinand, Kronprinz de Prusse ∞ Kira, Gde-Dsse de Russie                  | Louis-Ferdinand, Kronprinz de Prusse ∞ Kira, Gde-Dsse de Russie                  |  |  |  |  |  |  |  |  |  |  |  |  |  |  |  |  |  |  |  |  |  |  |  |  |  |  |  |  |  |  |  |  |  |  |
|  |  |                                                                                         |                                                                                         |                                                                                         |                                                                                         |                                                                                         |                                                                                         |  |  |                                                             |                                                             | Philippe, Landgrave de Hesse-Cassel ∞ Mafalda, Pcesse d'Italie  | Philippe, Landgrave de Hesse-Cassel ∞ Mafalda, Pcesse d'Italie  | Philippe, Landgrave de Hesse-Cassel ∞ Mafalda, Pcesse d'Italie  | Philippe, Landgrave de Hesse-Cassel ∞ Mafalda, Pcesse d'Italie  | Philippe, Landgrave de Hesse-Cassel ∞ Mafalda, Pcesse d'Italie  | Philippe, Landgrave de Hesse-Cassel ∞ Mafalda, Pcesse d'Italie  |                                                     |                                                     |                                                     |                                                     | Christophe, Pce de Hesse-Cassel                     | Christophe, Pce de Hesse-Cassel                     | Christophe, Pce de Hesse-Cassel                          | Christophe, Pce de Hesse-Cassel                          | Christophe, Pce de Hesse-Cassel                          | Christophe, Pce de Hesse-Cassel                          |                                                          |                                                          | Sophie, Pcesse de Grèce                               | Sophie, Pcesse de Grèce                               | Sophie, Pcesse de Grèce | Sophie, Pcesse de Grèce | Sophie, Pcesse de Grèce                     | Sophie, Pcesse de Grèce                     |                                                                |                                                                | Georges-Guillaume, Pce de Hanovre                              | Georges-Guillaume, Pce de Hanovre                              | Georges-Guillaume, Pce de Hanovre                              | Georges-Guillaume, Pce de Hanovre                              | Georges-Guillaume, Pce de Hanovre                                | Georges-Guillaume, Pce de Hanovre                                |                                                                  |                                                                  |                                                                  |                                                                  | Frederika, Pcesse de Hanovre ∞ Paul Ier, Roi des Hellènes | Frederika, Pcesse de Hanovre ∞ Paul Ier, Roi des Hellènes | Frederika, Pcesse de Hanovre ∞ Paul Ier, Roi des Hellènes            | Frederika, Pcesse de Hanovre ∞ Paul Ier, Roi des Hellènes            | Frederika, Pcesse de Hanovre ∞ Paul Ier, Roi des Hellènes            | Frederika, Pcesse de Hanovre ∞ Paul Ier, Roi des Hellènes            |                                                                      |                                                                      |  |  | Louis-Ferdinand, Kronprinz de Prusse ∞ Kira, Gde-Dsse de Russie                  | Louis-Ferdinand, Kronprinz de Prusse ∞ Kira, Gde-Dsse de Russie                  | Louis-Ferdinand, Kronprinz de Prusse ∞ Kira, Gde-Dsse de Russie                  | Louis-Ferdinand, Kronprinz de Prusse ∞ Kira, Gde-Dsse de Russie                  | Louis-Ferdinand, Kronprinz de Prusse ∞ Kira, Gde-Dsse de Russie                  | Louis-Ferdinand, Kronprinz de Prusse ∞ Kira, Gde-Dsse de Russie                  |  |  |  |  |  |  |  |  |  |  |  |  |  |  |  |  |  |  |  |  |  |  |  |  |  |  |  |  |  |  |  |  |  |  |
|  |  |                                                                                         |                                                                                         |                                                                                         |                                                                                         |                                                                                         |                                                                                         |  |  |                                                             |                                                             |                                                                 |                                                                 |                                                                 |                                                                 |                                                                 |                                                                 |                                                     |                                                     |                                                     |                                                     |                                                     |                                                     |                                                          |                                                          |                                                          |                                                          |                                                          |                                                          |                                                       |                                                       |                         |                         |                                             |                                             |                                                                |                                                                |                                                                |                                                                |                                                                |                                                                |                                                                  |                                                                  |                                                                  |                                                                  |                                                                  |                                                                  |                                                           |                                                           |                                                                      |                                                                      |                                                                      |                                                                      |                                                                      |                                                                      |  |  |                                                                                  |                                                                                  |                                                                                  |                                                                                  |                                                                                  |                                                                                  |  |  |  |  |  |  |  |  |  |  |  |  |  |  |  |  |  |  |  |  |  |  |  |  |  |  |  |  |  |  |  |  |  |  |
|  |  |                                                                                         |                                                                                         |                                                                                         |                                                                                         |                                                                                         |                                                                                         |  |  |                                                             |                                                             |                                                                 |                                                                 |                                                                 |                                                                 |                                                                 |                                                                 |                                                     |                                                     |                                                     |                                                     |                                                     |                                                     |                                                          |                                                          |                                                          |                                                          |                                                          |                                                          |                                                       |                                                       |                         |                         |                                             |                                             |                                                                |                                                                |                                                                |                                                                |                                                                |                                                                |                                                                  |                                                                  |                                                                  |                                                                  |                                                                  |                                                                  |                                                           |                                                           |                                                                      |                                                                      |                                                                      |                                                                      |                                                                      |                                                                      |  |  |                                                                                  |                                                                                  |                                                                                  |                                                                                  |                                                                                  |                                                                                  |  |  |  |  |  |  |  |  |  |  |  |  |  |  |  |  |  |  |  |  |  |  |  |  |  |  |  |  |  |  |  |  |  |  |
|  |  |                                                                                         |                                                                                         |                                                                                         |                                                                                         |                                                                                         |                                                                                         |  |  |                                                             |                                                             | Maurice, Gd-duc de Hesse ∞ Tatiana, Ctesse de Sayn-Wittgenstein | Maurice, Gd-duc de Hesse ∞ Tatiana, Ctesse de Sayn-Wittgenstein | Maurice, Gd-duc de Hesse ∞ Tatiana, Ctesse de Sayn-Wittgenstein | Maurice, Gd-duc de Hesse ∞ Tatiana, Ctesse de Sayn-Wittgenstein | Maurice, Gd-duc de Hesse ∞ Tatiana, Ctesse de Sayn-Wittgenstein | Maurice, Gd-duc de Hesse ∞ Tatiana, Ctesse de Sayn-Wittgenstein |                                                     |                                                     |                                                     |                                                     |                                                     |                                                     |                                                          |                                                          | Charles, Pce de Hesse-Cassel ∞ Yvonne, Ctesse Szapary    | Charles, Pce de Hesse-Cassel ∞ Yvonne, Ctesse Szapary    | Charles, Pce de Hesse-Cassel ∞ Yvonne, Ctesse Szapary    | Charles, Pce de Hesse-Cassel ∞ Yvonne, Ctesse Szapary    | Charles, Pce de Hesse-Cassel ∞ Yvonne, Ctesse Szapary | Charles, Pce de Hesse-Cassel ∞ Yvonne, Ctesse Szapary |                         |                         | Georges, Pce de Hanovre ∞ Victoria Anne Bee | Georges, Pce de Hanovre ∞ Victoria Anne Bee | Georges, Pce de Hanovre ∞ Victoria Anne Bee                    | Georges, Pce de Hanovre ∞ Victoria Anne Bee                    | Georges, Pce de Hanovre ∞ Victoria Anne Bee                    | Georges, Pce de Hanovre ∞ Victoria Anne Bee                    |                                                                |                                                                | Constantin II, Roi des Hellènes ∞ Anne-Marie, Pcesse de Danemark | Constantin II, Roi des Hellènes ∞ Anne-Marie, Pcesse de Danemark | Constantin II, Roi des Hellènes ∞ Anne-Marie, Pcesse de Danemark | Constantin II, Roi des Hellènes ∞ Anne-Marie, Pcesse de Danemark | Constantin II, Roi des Hellènes ∞ Anne-Marie, Pcesse de Danemark | Constantin II, Roi des Hellènes ∞ Anne-Marie, Pcesse de Danemark |                                                           |                                                           | Sophie, Pcesse de Grèce ∞ Juan Carlos Ier, Roi d'Espagne             | Sophie, Pcesse de Grèce ∞ Juan Carlos Ier, Roi d'Espagne             | Sophie, Pcesse de Grèce ∞ Juan Carlos Ier, Roi d'Espagne             | Sophie, Pcesse de Grèce ∞ Juan Carlos Ier, Roi d'Espagne             | Sophie, Pcesse de Grèce ∞ Juan Carlos Ier, Roi d'Espagne             | Sophie, Pcesse de Grèce ∞ Juan Carlos Ier, Roi d'Espagne             |  |  | Louis-Ferdinand, Pce de Prusse ∞ Donata, Ctesse de Castell-Rüdenhausen           | Louis-Ferdinand, Pce de Prusse ∞ Donata, Ctesse de Castell-Rüdenhausen           | Louis-Ferdinand, Pce de Prusse ∞ Donata, Ctesse de Castell-Rüdenhausen           | Louis-Ferdinand, Pce de Prusse ∞ Donata, Ctesse de Castell-Rüdenhausen           | Louis-Ferdinand, Pce de Prusse ∞ Donata, Ctesse de Castell-Rüdenhausen           | Louis-Ferdinand, Pce de Prusse ∞ Donata, Ctesse de Castell-Rüdenhausen           |  |  |  |  |  |  |  |  |  |  |  |  |  |  |  |  |  |  |  |  |  |  |  |  |  |  |  |  |  |  |  |  |  |  |

### Mémoires
La princesse Sophie est l'auteure de mémoires encore non publiés.

### Sur Sophie
- (en) Marlene A. Eilers Koenig, « Four Sisters, Four Weddings », Royalty Digest Quarterly, no 2,‎ 2021 (ISSN 1653-5219).
- (en) Hugo Vickers, « "Tiny": Princess Sophia of Greece, Hesse-Kassel and Hanover 1914-2001 », Royalty Digest Quaterly, no 3,‎ 2014 (ISSN 1653-5219).

### Sur Sophie et la famille royale de Grèce
- (en) Arturo E. Beéche, Michael of Greece et Helen Hemis-Markesinis, The Royal Hellenic dynasty, Eurohistory, 2007, 182 p. (ISBN 978-0-9771961-5-9 et 0-9771961-5-1).
- (es) Ricardo Mateos Sainz de Medrano, La Familia de la Reina Sofía : La Dinastía griega, la Casa de Hannover y los reales primos de Europa, Madrid, La Esfera de los Libros, 2004, 573 p. (ISBN 84-9734-195-3).
- (en) John Van der Kiste, Kings of the Hellenes : The Greek Kings, 1863-1974, Sutton Publishing, 1994, 200 p. (ISBN 0-7509-2147-1).

### Sur Sophie et la famille princière de Hesse-Cassel
- (en) Kenneth D. Alford, « The Looting of the Hesse Crown Jewels », dans The Spoils of World War II: The American Military's Role in Stealing Europe's Treasures, Carol Publishing Group, 1994 (ISBN 1559722371), p. 109 et sq.
- (en) Fred L. Borch, « Legal Lore: The Hesse Crown Jewels Courts-Martial », Litigation, American Bar Association, vol. 42, no 4,‎ été 2016, p. 10-12 (lire en ligne).
- (de) Eckhart G. Franz, Das Haus Hessen : Eine europäische Familie, Stuttgart, Kohlhammer, 2005, 253 p. (ISBN 3-17-018919-0).
- (fr) Philippe Gain, « Princes et nobles d'Allemagne des années 1920 à l'effondrement du IIIe Reich », Guerres mondiales et conflits contemporains, vol. 4, no 204,‎ 2001, p. 15-39 (lire en ligne).
- (en) Jonathan Petropoulos, Royals and the Reich : The Princes von Hessen in Nazi Germany, Oxford University Press, 2006, 524 p. (ISBN 978-0-19-533927-7, lire en ligne).
- (en) John Van der Kiste, The Prussian Princesses : The Sisters of Kaiser Wilhelm II, Fonthill, 2019 (ISBN 978-1-78155-435-7). .

### Biographies des proches de Sophie
- (fr) Celia Bertin, Marie Bonaparte, Paris, Perrin, 1999, 433 p. (ISBN 2-262-01602-X).
- (fr) Philippe Delorme, Philippe d'Édimbourg : Une vie au service de Sa Majesté, Paris, Tallandier, 2017, 301 p. (ISBN 979-10-210-2035-1).
- (en) Philip Eade, Young Prince Philip : His Turbulent Early Life, HarperPress, 2012, 384 p. (ISBN 978-0-00-730539-1 et 0-00-730539-7).
- (en) Tim Heald, The Duke : A Portrait of Prince Philip, Londres, Hodder and Stoughton, 1991, 274 p. (ISBN 0-340-54607-7).
- (en) Hugo Vickers, Alice : Princess Andrew of Greece, Londres, Hamish Hamilton, 2000, 352 p. (ISBN 978-0-241-13686-7).

### Articles de presse consacrés à Sophie
- (en) « H R H Princess George of Hanover », The Daily Telegraph,‎ 30 novembre 2001 (lire en ligne).
- (en) « Prince Philip’s elder sister dies at 87 », The Scotsman,‎ 30 novembre 2001 (lire en ligne).
- (de) « Letzter Besuch », Die Welt,‎ 1er décembre 2001 (lire en ligne).
- (de) Kathrin Zott, « Sophia Prinzessin von Hannover und Georg Wilhelm Prinz von Hannover – Zwei Königliche Hoheiten in Schliersee », Schliersee magazin,‎ 6 juillet 2018 (lire en ligne).